# 福井市
福井市（日语：／ Fukui shi */?）位於日本福井縣中部的城市，也是縣內最主要的城市和縣廳所在地，現為中核市。東部為兩白山地，西部為丹生山地，並與日本海接鄰；中部為福井平原，九頭龍川為市內最主要的河川，其兩條主要支流日野川和足羽川也在境內匯入九頭龍川。福井市與周邊的永平寺町、勝山市、大野市、鯖江市、蘆原市和坂井市形成的「福井都市圏」，其總人口數已經超過50萬人，為福井縣內最主要的都會區，占了全縣近七成的人口數。
當地過去的主要產業為纖維工業，近年以化學工業為主，總公司登記於福井市內的上市公司有熊谷組、江守商事、福井銀行、三谷商事等。
以福井市為主場的職業運動球隊有棒球挑戰聯盟的福井狂野馳龍，此外日本手球頂級聯賽日本手球聯盟的北陸電力藍色雷電的主場也是位於此。

## 人口
| 福井市人口分布圖 |                                               |  |
| 福井市與日本全國年齡別人口分布比較圖 （2005年資料） | 福井市的年齡、男女別人口分布圖 （2005年資料） |  |
| ■紫色是福井市 ■綠色是全国 | ■藍色是男性 ■紅色是女性                       |  |
| 福井市人口變化 \| 1970年 \| 231,901人 \| \| \| 1975年 \| 248,838人 \| \| \| 1980年 \| 259,638人 \| \| \| 1985年 \| 269,083人 \| \| \| 1990年 \| 270,911人 \| \| \| 1995年 \| 272,970人 \| \| \| 2000年 \| 269,557人 \| \| \| 2005年 \| 269,144人 \| \| \| 2010年 \| 266,796人 \| \| \| 2015年 \| 265,904人 \| \| \| 2020年 \| 262,328人 \| \| |                                               |  |
| 資料來源：日本總務省統計中心提供之人口普查數據 |                                               |  |
| 1970年 | 231,901人                                     |  |
| 1975年 | 248,838人                                     |  |
| 1980年 | 259,638人                                     |  |
| 1985年 | 269,083人                                     |  |
| 1990年 | 270,911人                                     |  |
| 1995年 | 272,970人                                     |  |
| 2000年 | 269,557人                                     |  |
| 2005年 | 269,144人                                     |  |
| 2010年 | 266,796人                                     |  |
| 2015年 | 265,904人                                     |  |
| 2020年 | 262,328人                                     |  |

## 歷史

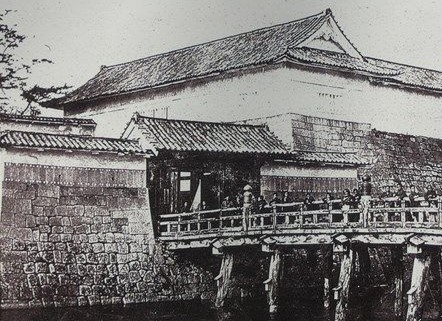
過去福井城本丸的正門－瓦御門

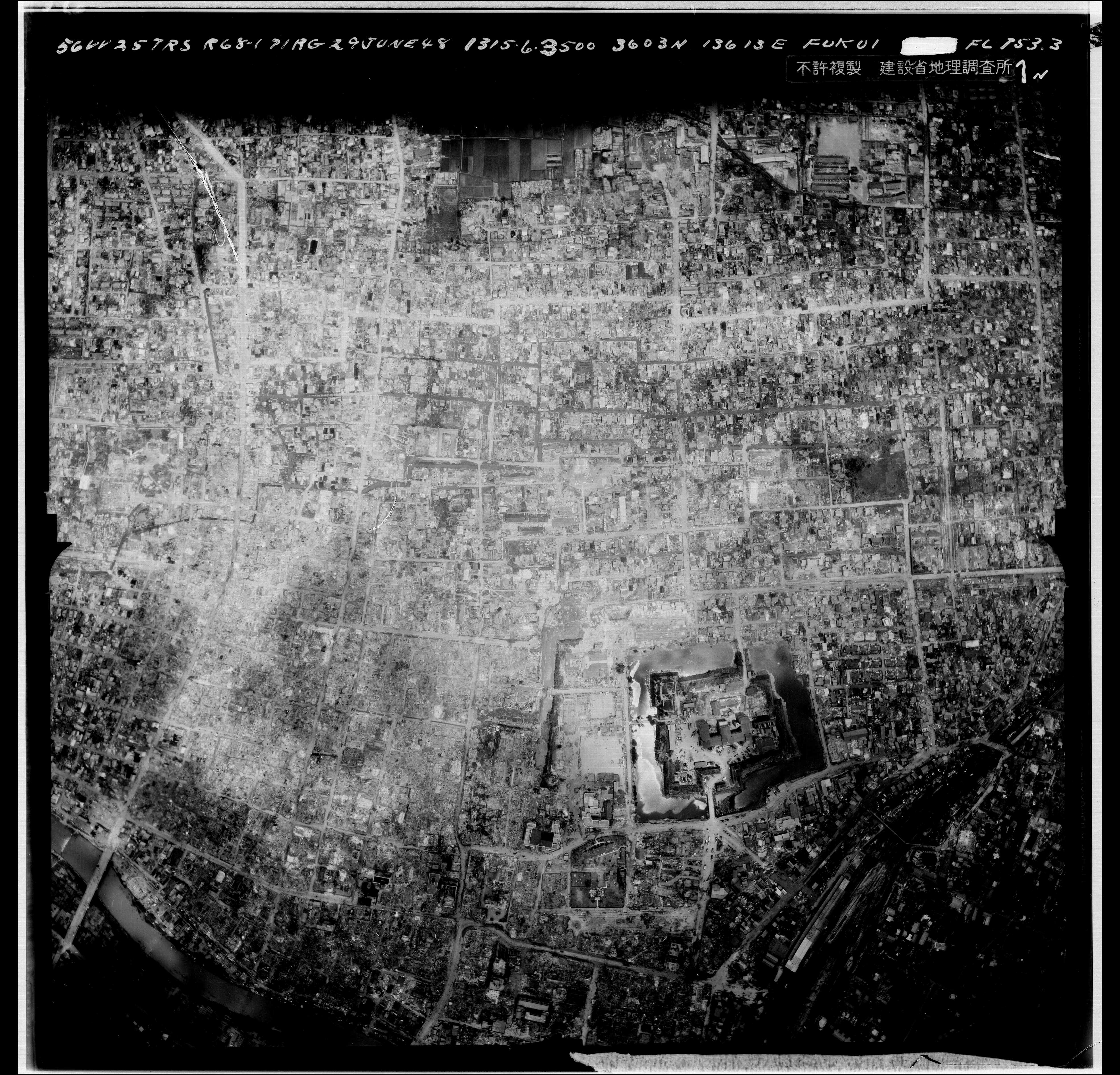
1948年福井地震後隔天，由美軍空拍福井市區損害狀況的空照圖，照片中心偏右下為福井城

福井市的轄區過去在令制國時代屬於越前國，現在的主要市區過去屬於足羽郡，東部屬於大野郡，北部屬於吉田郡，西北部屬於坂井郡，西南部屬於丹生郡；最初越前國的政治中心是位於現在的越前市，而位於福井平原南部的則由於適合農耕，成為當時越前國最主要的農作產地。在14世紀時朝倉氏來到越前國後，改以福井平原南部為主要據點，並在15世紀在位於東南側的一乘谷建立一乘谷城，並在山麓建設了大規模的城下町，同時也成為越前國的政治中心。
16世紀中，織田信長在一乘谷之戰擊敗朝倉氏後，將此地交給前波吉繼，但之後前波吉繼與富田長繁之間的紛爭造成越前國長期的動盪，甚至進而引發越前一向一揆。織田信長在平定本地的紛亂後，將此地交給柴田勝家，並建立北之城作為治理整個越前國的中心；織田信長死後，豐臣秀吉擊敗柴田勝家，曾先後將此地交給丹羽長秀、堀秀政、青木一矩。
17世紀德川家康取代豐臣秀吉後，將此地交給其次子結城秀康，在此建立北之莊藩，並開始大幅重建北之庄城，1624年更名為福井城，北之莊藩也因此改稱為福井藩，此後直到江戶時代本地都是福井藩的領地。
19世紀末明治維新後，福井藩的領地在1871年因實施廢藩置縣後改隸屬福井縣，不過在同年底進行的第一次府縣整併中，此地與位於原越前國北部的其他地區被整併為一縣，由於整併後的新縣縣廳仍設於福井城，因此最初繼續沿用福井縣之名稱，不過在1872年福井縣改採用縣廳所在地的郡名更名為「足羽縣」。
1873年，隨著足羽縣被併入敦賀縣，不過敦賀縣在1876年也遭到廢除，本地一度被併入石川縣，直到1881年原本敦賀縣的轄區重新恢復設縣，不過重新設立的縣因為縣廳設在福井，因而新縣被命名為福井縣。1889年日本實行市制，原屬福井城下及石場畑方的區域設立為福井市，為當時全日本第一批設立的31個市之一，最初的福井市面積僅有4.43平方公里，人口為39,863人。
在第二次世界大戰末期，福井市曾在1945年遭到美軍空襲，戰爭結束後，又在1948年遭遇規模7.1的福井地震，震災帶來的死亡人數與失蹤人數高達3,769人，為日本戰後死亡人數第三高的地震，同時地震也破壞了市內九頭龍川的堤防，市區因而在一個月之後的豪雨中遭到潰堤的洪水淹沒；為此，福井縣政府與福井市政府於1952年聯合舉辦了「福井復興博覧會」，以「不死鳥」為代表象徵，以重新振興市內的各項產業。
自1930年代開始，福井市陸續將周邊的行政區劃併入，現在的福井市面積已經超過500平方公里，人口超過25萬；2000年日本實施特例市制度時，成為第一批的特例市，並在2019年進一步升格成為中核市。

### 變遷表
| \| 1889年4月1日 \| 1889年 - 1912年 \| 1912年 - 1944年 \| 1945年 - 1954年 \| 1955年 - 1989年 \| 1955年 - 1989年 \| 1955年 - 1989年 \| 1989年 - 現在 \| 現在 \| \| ------------ \| --------------- \| ------------------------- \| ------------------------- \| -------------------------- \| -------------------------- \| -------------------------- \| -------------------------- \| -------------------------- \| \| 濱四鄉村 \| 濱四鄉村 \| 濱四鄉村 \| 濱四鄉村 \| 1957年1月1日 併入三國町 \| 三國町 \| 三國町 \| 2006年3月20日 合併為坂井市 \| 2006年3月20日 合併為坂井市 \| \| 濱四鄉村 \| 濱四鄉村 \| 濱四鄉村 \| 濱四鄉村 \| 1957年1月1日 併入川西村 \| 1957年7月10日 改制為川西町 \| 1967年5月17日 併入福井市 \| 福井市 \| 福井市 \| \| 鶉村 \| 鶉村 \| 鶉村 \| 鶉村 \| 1955年3月31日 合併為川西村 \| 1957年7月10日 改制為川西町 \| 1967年5月17日 併入福井市 \| 福井市 \| 福井市 \| \| 本鄉村 \| \| \| \| 1955年3月31日 合併為川西村 \| 1957年7月10日 改制為川西町 \| 1967年5月17日 併入福井市 \| 福井市 \| 福井市 \| \| 棗村 \| \| \| \| 1955年3月31日 合併為川西村 \| 1957年7月10日 改制為川西町 \| 1967年5月17日 併入福井市 \| 福井市 \| 福井市 \| \| 鷹巢村 \| \| \| \| 1955年3月31日 合併為川西村 \| 1957年7月10日 改制為川西町 \| 1967年5月17日 併入福井市 \| 福井市 \| 福井市 \| \| 大安寺村 \| 大安寺村 \| 大安寺村 \| 大安寺村 \| 1957年4月1日 併入川西村 \| 1957年7月10日 改制為川西町 \| 1967年5月17日 併入福井市 \| 福井市 \| 福井市 \| \| 大安寺村 \| 大安寺村 \| 大安寺村 \| 大安寺村 \| 1957年4月1日 併入福井市 \| \| \| 福井市 \| 福井市 \| \| 森田村 \| 森田村 \| 1935年4月3日 改制為森田町 \| 1935年4月3日 改制為森田町 \| 1935年4月3日 改制為森田町 \| 1935年4月3日 改制為森田町 \| 1967年7月30日 併入福井市 \| 福井市 \| 福井市 \| \| 岡保村 \| 岡保村 \| 岡保村 \| 岡保村 \| 1956年9月30日 合併為藤岡村 \| 1961年10月1日 併入福井市 \| 福井市 \| 福井市 \| 福井市 \| \| 東藤島村 \| \| \| \| 1956年9月30日 合併為藤岡村 \| 1961年10月1日 併入福井市 \| 福井市 \| 福井市 \| 福井市 \| \| 河合村 \| 河合村 \| 河合村 \| 河合村 \| 河合村 \| 1957年5月1日 併入福井市 \| 福井市 \| 福井市 \| 福井市 \| \| 中藤島村 \| 中藤島村 \| 中藤島村 \| 中藤島村 \| 1955年3月19日 併入福井市 \| 福井市 \| 福井市 \| 福井市 \| 福井市 \| \| 西藤島村 \| 西藤島村 \| 西藤島村 \| 1951年3月30日 併入福井市 \| 福井市 \| 福井市 \| 福井市 \| 福井市 \| 福井市 \| \| 西藤島村 \| 西藤島村 \| 西藤島村 \| 1948年6月1日 併入福井市 \| 福井市 \| 福井市 \| 福井市 \| 福井市 \| 福井市 \| \| 圓山西村 \| 圓山西村 \| 1942年5月5日 併入福井市 \| 福井市 \| 福井市 \| 福井市 \| 福井市 \| 福井市 \| 福井市 \| \| 圓山東村 \| 圓山東村 \| 1941年4月1日 併入福井市 \| 福井市 \| 福井市 \| 福井市 \| 福井市 \| 福井市 \| 福井市 \| \| 福井市 \| \| \| 福井市 \| 福井市 \| 福井市 \| 福井市 \| 福井市 \| 福井市 \| \| 和田村 \| 和田村 \| 1936年5月1日 併入福井市 \| 福井市 \| 福井市 \| 福井市 \| 福井市 \| 福井市 \| 福井市 \| \| 木田村 \| 木田村 \| 1936年10月1日 併入福井市 \| 福井市 \| 福井市 \| 福井市 \| 福井市 \| 福井市 \| 福井市 \| \| 東安居村 \| 東安居村 \| 1939年8月1日 併入福井市 \| 福井市 \| 福井市 \| 福井市 \| 福井市 \| 福井市 \| 福井市 \| \| 社村 \| 社村 \| 社村 \| 1954年4月1日 併入福井市 \| 福井市 \| 福井市 \| 福井市 \| 福井市 \| 福井市 \| \| 西安居村 \| 西安居村 \| 西安居村 \| 1954年8月1日 被併入福井市 \| 福井市 \| 福井市 \| 福井市 \| 福井市 \| 福井市 \| \| 麻生津村 \| 麻生津村 \| 麻生津村 \| 麻生津村 \| 麻生津村 \| 1957年10月1日 併入福井市 \| 福井市 \| 福井市 \| 福井市 \| \| 國見村 \| 國見村 \| 國見村 \| 國見村 \| 國見村 \| 1959年2月1日 併入福井市 \| 福井市 \| 福井市 \| 福井市 \| \| 殿下村 \| 殿下村 \| 殿下村 \| 殿下村 \| 殿下村 \| 1963年4月1日 併入福井市 \| 福井市 \| 福井市 \| 福井市 \| \| 酒生村 \| 酒生村 \| 酒生村 \| 酒生村 \| 1955年3月31日 合併為足羽村 \| 1960年8月1日 改制為足羽町 \| 1971年9月1日 併入福井市 \| 福井市 \| 福井市 \| \| 一乘谷村 \| \| \| \| 1955年3月31日 合併為足羽村 \| 1960年8月1日 改制為足羽町 \| 1971年9月1日 併入福井市 \| 福井市 \| 福井市 \| \| 上文殊村 \| \| \| \| 1955年3月31日 合併為足羽村 \| 1960年8月1日 改制為足羽町 \| 1971年9月1日 併入福井市 \| 福井市 \| 福井市 \| \| 下文殊村 \| \| \| \| 1955年3月31日 合併為足羽村 \| 1960年8月1日 改制為足羽町 \| 1971年9月1日 併入福井市 \| 福井市 \| 福井市 \| \| 六條村 \| \| \| \| 1955年3月31日 合併為足羽村 \| 1960年8月1日 改制為足羽町 \| 1971年9月1日 併入福井市 \| 福井市 \| 福井市 \| \| 東鄉村 \| 東鄉村 \| 東鄉村 \| 東鄉村 \| 1955年7月10日 併入足羽村 \| 1960年8月1日 改制為足羽町 \| 1971年9月1日 併入福井市 \| 福井市 \| 福井市 \| \| 上宇坂村 \| 上宇坂村 \| 上宇坂村 \| 上宇坂村 \| 1955年2月11日 合併為美山村 \| 1964年8月1日 改制為美山町 \| 1964年8月1日 改制為美山町 \| 2006年2月1日 併入福井市 \| 福井市 \| \| 下宇坂村 \| \| \| \| 1955年2月11日 合併為美山村 \| 1964年8月1日 改制為美山町 \| 1964年8月1日 改制為美山町 \| 2006年2月1日 併入福井市 \| 福井市 \| \| 蘆見村 \| \| \| \| 1955年2月11日 合併為美山村 \| 1964年8月1日 改制為美山町 \| 1964年8月1日 改制為美山町 \| 2006年2月1日 併入福井市 \| 福井市 \| \| 羽生村 \| \| \| \| 1955年2月11日 合併為美山村 \| 1964年8月1日 改制為美山町 \| 1964年8月1日 改制為美山町 \| 2006年2月1日 併入福井市 \| 福井市 \| \| 上味見村 \| \| \| \| 1955年2月11日 合併為美山村 \| 1964年8月1日 改制為美山町 \| 1964年8月1日 改制為美山町 \| 2006年2月1日 併入福井市 \| 福井市 \| \| 下味見村 \| \| \| \| 1955年2月11日 合併為美山村 \| 1964年8月1日 改制為美山町 \| 1964年8月1日 改制為美山町 \| 2006年2月1日 併入福井市 \| 福井市 \| \| 越廼村 \| 越廼村 \| 越廼村 \| 1952年7月7日 合併為越廼村 \| 1952年7月7日 合併為越廼村 \| 1952年7月7日 合併為越廼村 \| 1952年7月7日 合併為越廼村 \| 2006年2月1日 併入福井市 \| 福井市 \| \| 下岬村 \| \| \| 1952年7月7日 合併為越廼村 \| 1952年7月7日 合併為越廼村 \| 1952年7月7日 合併為越廼村 \| 1952年7月7日 合併為越廼村 \| 2006年2月1日 併入福井市 \| 福井市 \| \| 志津村 \| 志津村 \| 志津村 \| 志津村 \| 1955年7月28日 合併為清水町 \| 1955年7月28日 合併為清水町 \| 1955年7月28日 合併為清水町 \| 2006年2月1日 併入福井市 \| 福井市 \| \| 三方村 \| \| \| \| 1955年7月28日 合併為清水町 \| 1955年7月28日 合併為清水町 \| 1955年7月28日 合併為清水町 \| 2006年2月1日 併入福井市 \| 福井市 \| \| 天津村 \| \| \| \| 1955年7月28日 合併為清水町 \| 1955年7月28日 合併為清水町 \| 1955年7月28日 合併為清水町 \| 2006年2月1日 併入福井市 \| 福井市 \| |                 |                           |                           |                            |                            |                            |                            |                            |
| 1889年4月1日 | 1889年 - 1912年 | 1912年 - 1944年           | 1945年 - 1954年           | 1955年 - 1989年            | 1955年 - 1989年            | 1955年 - 1989年            | 1989年 - 現在              | 現在                       |
| 濱四鄉村 | 濱四鄉村        | 濱四鄉村                  | 濱四鄉村                  | 1957年1月1日 併入三國町    | 三國町                     | 三國町                     | 2006年3月20日 合併為坂井市 | 2006年3月20日 合併為坂井市 |
| 濱四鄉村 | 濱四鄉村        | 濱四鄉村                  | 濱四鄉村                  | 1957年1月1日 併入川西村    | 1957年7月10日 改制為川西町 | 1967年5月17日 併入福井市   | 福井市                     | 福井市                     |
| 鶉村 | 鶉村            | 鶉村                      | 鶉村                      | 1955年3月31日 合併為川西村 | 1957年7月10日 改制為川西町 | 1967年5月17日 併入福井市   | 福井市                     | 福井市                     |
| 本鄉村 |                 |                           |                           | 1955年3月31日 合併為川西村 | 1957年7月10日 改制為川西町 | 1967年5月17日 併入福井市   | 福井市                     | 福井市                     |
| 棗村 |                 |                           |                           | 1955年3月31日 合併為川西村 | 1957年7月10日 改制為川西町 | 1967年5月17日 併入福井市   | 福井市                     | 福井市                     |
| 鷹巢村 |                 |                           |                           | 1955年3月31日 合併為川西村 | 1957年7月10日 改制為川西町 | 1967年5月17日 併入福井市   | 福井市                     | 福井市                     |
| 大安寺村 | 大安寺村        | 大安寺村                  | 大安寺村                  | 1957年4月1日 併入川西村    | 1957年7月10日 改制為川西町 | 1967年5月17日 併入福井市   | 福井市                     | 福井市                     |
| 大安寺村 | 大安寺村        | 大安寺村                  | 大安寺村                  | 1957年4月1日 併入福井市    |                            |                            | 福井市                     | 福井市                     |
| 森田村 | 森田村          | 1935年4月3日 改制為森田町 | 1935年4月3日 改制為森田町 | 1935年4月3日 改制為森田町  | 1935年4月3日 改制為森田町  | 1967年7月30日 併入福井市   | 福井市                     | 福井市                     |
| 岡保村 | 岡保村          | 岡保村                    | 岡保村                    | 1956年9月30日 合併為藤岡村 | 1961年10月1日 併入福井市   | 福井市                     | 福井市                     | 福井市                     |
| 東藤島村 |                 |                           |                           | 1956年9月30日 合併為藤岡村 | 1961年10月1日 併入福井市   | 福井市                     | 福井市                     | 福井市                     |
| 河合村 | 河合村          | 河合村                    | 河合村                    | 河合村                     | 1957年5月1日 併入福井市    | 福井市                     | 福井市                     | 福井市                     |
| 中藤島村 | 中藤島村        | 中藤島村                  | 中藤島村                  | 1955年3月19日 併入福井市   | 福井市                     | 福井市                     | 福井市                     | 福井市                     |
| 西藤島村 | 西藤島村        | 西藤島村                  | 1951年3月30日 併入福井市  | 福井市                     | 福井市                     | 福井市                     | 福井市                     | 福井市                     |
| 西藤島村 | 西藤島村        | 西藤島村                  | 1948年6月1日 併入福井市   | 福井市                     | 福井市                     | 福井市                     | 福井市                     | 福井市                     |
| 圓山西村 | 圓山西村        | 1942年5月5日 併入福井市   | 福井市                    | 福井市                     | 福井市                     | 福井市                     | 福井市                     | 福井市                     |
| 圓山東村 | 圓山東村        | 1941年4月1日 併入福井市   | 福井市                    | 福井市                     | 福井市                     | 福井市                     | 福井市                     | 福井市                     |
| 福井市 |                 |                           | 福井市                    | 福井市                     | 福井市                     | 福井市                     | 福井市                     | 福井市                     |
| 和田村 | 和田村          | 1936年5月1日 併入福井市   | 福井市                    | 福井市                     | 福井市                     | 福井市                     | 福井市                     | 福井市                     |
| 木田村 | 木田村          | 1936年10月1日 併入福井市  | 福井市                    | 福井市                     | 福井市                     | 福井市                     | 福井市                     | 福井市                     |
| 東安居村 | 東安居村        | 1939年8月1日 併入福井市   | 福井市                    | 福井市                     | 福井市                     | 福井市                     | 福井市                     | 福井市                     |
| 社村 | 社村            | 社村                      | 1954年4月1日 併入福井市   | 福井市                     | 福井市                     | 福井市                     | 福井市                     | 福井市                     |
| 西安居村 | 西安居村        | 西安居村                  | 1954年8月1日 被併入福井市 | 福井市                     | 福井市                     | 福井市                     | 福井市                     | 福井市                     |
| 麻生津村 | 麻生津村        | 麻生津村                  | 麻生津村                  | 麻生津村                   | 1957年10月1日 併入福井市   | 福井市                     | 福井市                     | 福井市                     |
| 國見村 | 國見村          | 國見村                    | 國見村                    | 國見村                     | 1959年2月1日 併入福井市    | 福井市                     | 福井市                     | 福井市                     |
| 殿下村 | 殿下村          | 殿下村                    | 殿下村                    | 殿下村                     | 1963年4月1日 併入福井市    | 福井市                     | 福井市                     | 福井市                     |
| 酒生村 | 酒生村          | 酒生村                    | 酒生村                    | 1955年3月31日 合併為足羽村 | 1960年8月1日 改制為足羽町  | 1971年9月1日 併入福井市    | 福井市                     | 福井市                     |
| 一乘谷村 |                 |                           |                           | 1955年3月31日 合併為足羽村 | 1960年8月1日 改制為足羽町  | 1971年9月1日 併入福井市    | 福井市                     | 福井市                     |
| 上文殊村 |                 |                           |                           | 1955年3月31日 合併為足羽村 | 1960年8月1日 改制為足羽町  | 1971年9月1日 併入福井市    | 福井市                     | 福井市                     |
| 下文殊村 |                 |                           |                           | 1955年3月31日 合併為足羽村 | 1960年8月1日 改制為足羽町  | 1971年9月1日 併入福井市    | 福井市                     | 福井市                     |
| 六條村 |                 |                           |                           | 1955年3月31日 合併為足羽村 | 1960年8月1日 改制為足羽町  | 1971年9月1日 併入福井市    | 福井市                     | 福井市                     |
| 東鄉村 | 東鄉村          | 東鄉村                    | 東鄉村                    | 1955年7月10日 併入足羽村   | 1960年8月1日 改制為足羽町  | 1971年9月1日 併入福井市    | 福井市                     | 福井市                     |
| 上宇坂村 | 上宇坂村        | 上宇坂村                  | 上宇坂村                  | 1955年2月11日 合併為美山村 | 1964年8月1日 改制為美山町  | 1964年8月1日 改制為美山町  | 2006年2月1日 併入福井市    | 福井市                     |
| 下宇坂村 |                 |                           |                           | 1955年2月11日 合併為美山村 | 1964年8月1日 改制為美山町  | 1964年8月1日 改制為美山町  | 2006年2月1日 併入福井市    | 福井市                     |
| 蘆見村 |                 |                           |                           | 1955年2月11日 合併為美山村 | 1964年8月1日 改制為美山町  | 1964年8月1日 改制為美山町  | 2006年2月1日 併入福井市    | 福井市                     |
| 羽生村 |                 |                           |                           | 1955年2月11日 合併為美山村 | 1964年8月1日 改制為美山町  | 1964年8月1日 改制為美山町  | 2006年2月1日 併入福井市    | 福井市                     |
| 上味見村 |                 |                           |                           | 1955年2月11日 合併為美山村 | 1964年8月1日 改制為美山町  | 1964年8月1日 改制為美山町  | 2006年2月1日 併入福井市    | 福井市                     |
| 下味見村 |                 |                           |                           | 1955年2月11日 合併為美山村 | 1964年8月1日 改制為美山町  | 1964年8月1日 改制為美山町  | 2006年2月1日 併入福井市    | 福井市                     |
| 越廼村 | 越廼村          | 越廼村                    | 1952年7月7日 合併為越廼村 | 1952年7月7日 合併為越廼村  | 1952年7月7日 合併為越廼村  | 1952年7月7日 合併為越廼村  | 2006年2月1日 併入福井市    | 福井市                     |
| 下岬村 |                 |                           | 1952年7月7日 合併為越廼村 | 1952年7月7日 合併為越廼村  | 1952年7月7日 合併為越廼村  | 1952年7月7日 合併為越廼村  | 2006年2月1日 併入福井市    | 福井市                     |
| 志津村 | 志津村          | 志津村                    | 志津村                    | 1955年7月28日 合併為清水町 | 1955年7月28日 合併為清水町 | 1955年7月28日 合併為清水町 | 2006年2月1日 併入福井市    | 福井市                     |
| 三方村 |                 |                           |                           | 1955年7月28日 合併為清水町 | 1955年7月28日 合併為清水町 | 1955年7月28日 合併為清水町 | 2006年2月1日 併入福井市    | 福井市                     |
| 天津村 |                 |                           |                           | 1955年7月28日 合併為清水町 | 1955年7月28日 合併為清水町 | 1955年7月28日 合併為清水町 | 2006年2月1日 併入福井市    | 福井市                     |

## 行政

### 歷任市長
| \| 屆 \| 姓名 \| 上任日期 \| 卸任日期 \| 備註 \| \| 官派市長 \| 官派市長 \| 官派市長 \| 官派市長 \| 官派市長 \| \| -------------- \| -------------------- \| -------------- \| -------------- \| ---------------------------------------------------------- \| \| 1 \| 鈴木準道 \| 1889年5月27日 \| 1895年1月27日 \| 原福井藩藩士之子 \| \| 2 \| 渡邊弘 \| 1895年4月13日 \| 1901年7月18日 \| \| \| 3 \| 東鄉龍雄 \| 1901年10月8日 \| 1907年9月8日 \| 原福井藩藩士之子 \| \| 4 \| 山品捨錄 \| 1907年10月8日 \| 1920年8月25日 \| \| \| 5 \| 武內徹（日语：武内徹） \| 1921年6月4日 \| 1926年8月18日 \| 前大日本帝國陸軍中將 \| \| 6 \| 永井環（日语：永井環） \| 1926年8月29日 \| 1930年8月28日 \| 上任前曾擔任宮崎縣知事、福岡縣門司市市長、福岡縣八幡市市長 \| \| 7 \| 大月齋庵 \| 1930年11月6日 \| 1935年1月19日 \| \| \| 8 \| 齋藤直橘（日语：斎藤直橘） \| 1935年7月2日 \| 1941年8月30日 \| 上任前曾擔任福井縣知事、眾議院議員 \| \| 9 \| 落合慶四郎 \| 1941年9月3日 \| 1945年9月2日 \| 上任前曾擔任德島縣知事、栃木縣宇都宮市市長 \| \| 10 \| 熊谷太三郎（日语：熊谷太三郎） \| 1945年10月2日 \| 1947年5月1日 \| \| \| 民選市長 \| \| \| \| \| \| 11 \| 熊谷太三郎 \| 1947年5月1日 \| 1951年5月1日 \| \| \| 12 \| 熊谷太三郎 \| 1951年5月1日 \| 1955年5月1日 \| \| \| 13 \| 熊谷太三郎 \| 1955年5月1日 \| 1959年5月1日 \| \| \| 14 \| 坪川信三（日语：坪川信三） \| 1959年5月1日 \| 1963年5月1日 \| 上任前曾擔任眾議院議員 \| \| 15 \| 島田博道 \| 1963年5月1日 \| 1967年5月1日 \| \| \| 16 \| 島田博道 \| 1967年5月1日 \| 1971年5月1日 \| \| \| 17 \| 島田博道 \| 1971年5月1日 \| 1974年3月24日 \| 任內過世 \| \| 18 \| 大武幸夫 \| 1974年5月12日 \| 1978年5月11日 \| \| \| 19 \| 大武幸夫 \| 1978年5月12日 \| 1982年5月11日 \| \| \| 20 \| 大武幸夫 \| 1982年5月12日 \| 1986年5月11日 \| \| \| 21 \| 大武幸夫 \| 1986年5月12日 \| 1990年5月11日 \| \| \| 22 \| 大武幸夫 \| 1990年5月12日 \| 1994年1月28日 \| 任內過世 \| \| 23 \| 酒井哲夫 \| 1994年3月13日 \| 1998年3月12日 \| \| \| 24 \| 酒井哲夫 \| 1998年3月13日 \| 2002年3月12日 \| \| \| 25 \| 酒井哲夫 \| 2002年3月13日 \| 2006年3月12日 \| \| \| 26 \| 坂川優（日语：坂川優） \| 2006年3月13日 \| 2007年10月30日 \| 因健康因素於任內辭職 \| \| 27 \| 東村新一 \| 2007年12月23日 \| 2011年12月22日 \| 原福井市副市長 \| \| 28 \| 東村新一 \| 2011年12月23日 \| 2015年12月22日 \| \| \| 29 \| 東村新一 \| 2015年12月23日 \| 2019年12月22日 \| \| \| 30 \| 東村新一 \| 2019年12月23日 \| 2023年12月22日 \| \| \| 31 \| 西行茂（日语：西行茂） \| 2023年12月23日 \| 現任 \| \| \| 參考資料：[10] \| \| \| \| \| |            |                |                |                                                            |
| 屆 | 姓名       | 上任日期       | 卸任日期       | 備註                                                       |
| 官派市長 |            |                |                |                                                            |
| 1 | 鈴木準道   | 1889年5月27日  | 1895年1月27日  | 原福井藩藩士之子                                           |
| 2 | 渡邊弘     | 1895年4月13日  | 1901年7月18日  |                                                            |
| 3 | 東鄉龍雄   | 1901年10月8日  | 1907年9月8日   | 原福井藩藩士之子                                           |
| 4 | 山品捨錄   | 1907年10月8日  | 1920年8月25日  |                                                            |
| 5 | 武內徹     | 1921年6月4日   | 1926年8月18日  | 前大日本帝國陸軍中將                                       |
| 6 | 永井環     | 1926年8月29日  | 1930年8月28日  | 上任前曾擔任宮崎縣知事、福岡縣門司市市長、福岡縣八幡市市長 |
| 7 | 大月齋庵   | 1930年11月6日  | 1935年1月19日  |                                                            |
| 8 | 齋藤直橘   | 1935年7月2日   | 1941年8月30日  | 上任前曾擔任福井縣知事、眾議院議員                         |
| 9 | 落合慶四郎 | 1941年9月3日   | 1945年9月2日   | 上任前曾擔任德島縣知事、栃木縣宇都宮市市長                 |
| 10 | 熊谷太三郎 | 1945年10月2日  | 1947年5月1日   |                                                            |
| 民選市長 |            |                |                |                                                            |
| 11 | 熊谷太三郎 | 1947年5月1日   | 1951年5月1日   |                                                            |
| 12 | 熊谷太三郎 | 1951年5月1日   | 1955年5月1日   |                                                            |
| 13 | 熊谷太三郎 | 1955年5月1日   | 1959年5月1日   |                                                            |
| 14 | 坪川信三   | 1959年5月1日   | 1963年5月1日   | 上任前曾擔任眾議院議員                                     |
| 15 | 島田博道   | 1963年5月1日   | 1967年5月1日   |                                                            |
| 16 | 島田博道   | 1967年5月1日   | 1971年5月1日   |                                                            |
| 17 | 島田博道   | 1971年5月1日   | 1974年3月24日  | 任內過世                                                   |
| 18 | 大武幸夫   | 1974年5月12日  | 1978年5月11日  |                                                            |
| 19 | 大武幸夫   | 1978年5月12日  | 1982年5月11日  |                                                            |
| 20 | 大武幸夫   | 1982年5月12日  | 1986年5月11日  |                                                            |
| 21 | 大武幸夫   | 1986年5月12日  | 1990年5月11日  |                                                            |
| 22 | 大武幸夫   | 1990年5月12日  | 1994年1月28日  | 任內過世                                                   |
| 23 | 酒井哲夫   | 1994年3月13日  | 1998年3月12日  |                                                            |
| 24 | 酒井哲夫   | 1998年3月13日  | 2002年3月12日  |                                                            |
| 25 | 酒井哲夫   | 2002年3月13日  | 2006年3月12日  |                                                            |
| 26 | 坂川優     | 2006年3月13日  | 2007年10月30日 | 因健康因素於任內辭職                                       |
| 27 | 東村新一   | 2007年12月23日 | 2011年12月22日 | 原福井市副市長                                             |
| 28 | 東村新一   | 2011年12月23日 | 2015年12月22日 |                                                            |
| 29 | 東村新一   | 2015年12月23日 | 2019年12月22日 |                                                            |
| 30 | 東村新一   | 2019年12月23日 | 2023年12月22日 |                                                            |
| 31 | 西行茂     | 2023年12月23日 | 現任           |                                                            |
| 參考資料： |            |                |                |                                                            |

## 交通

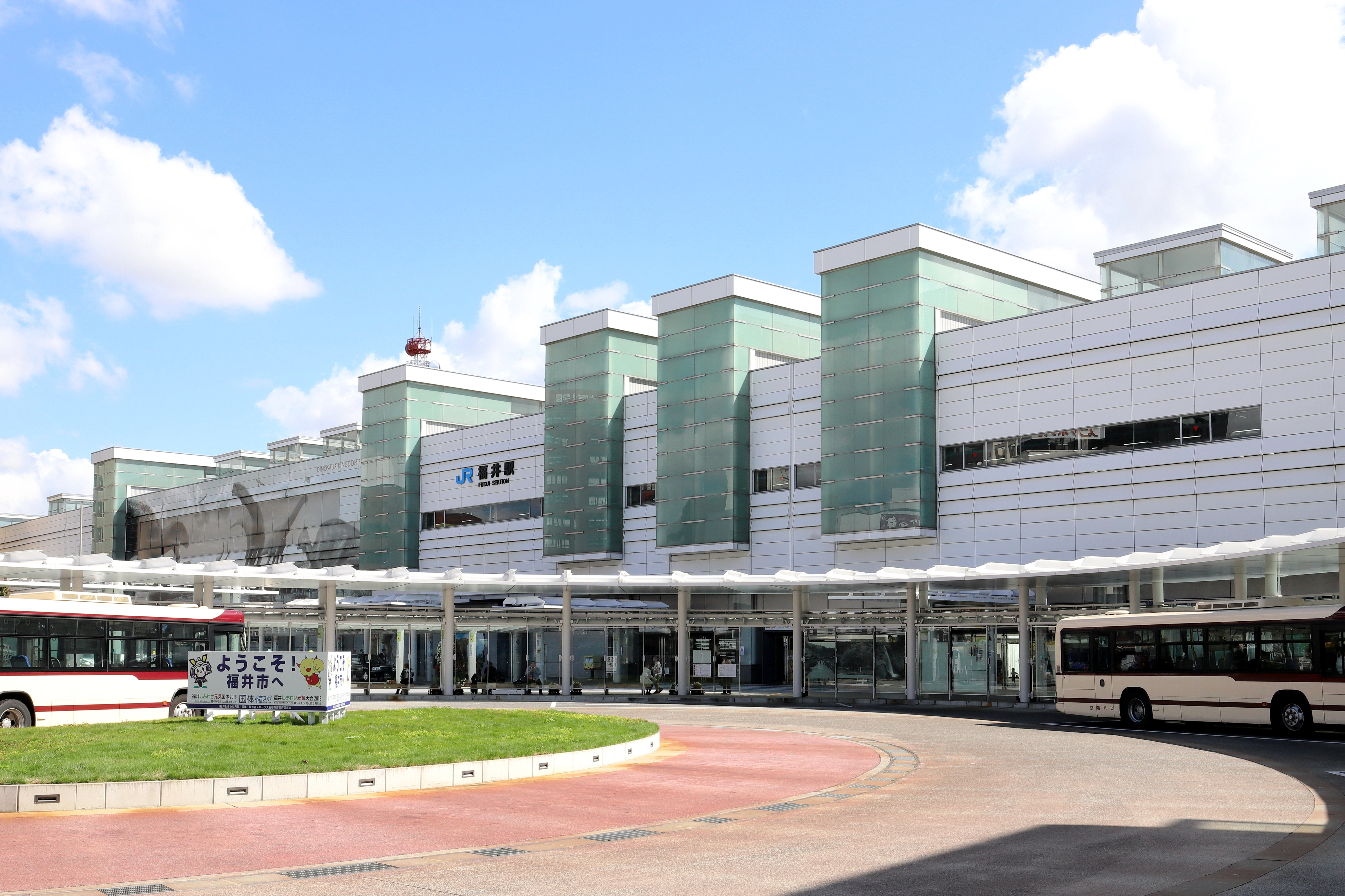
JR福井車站

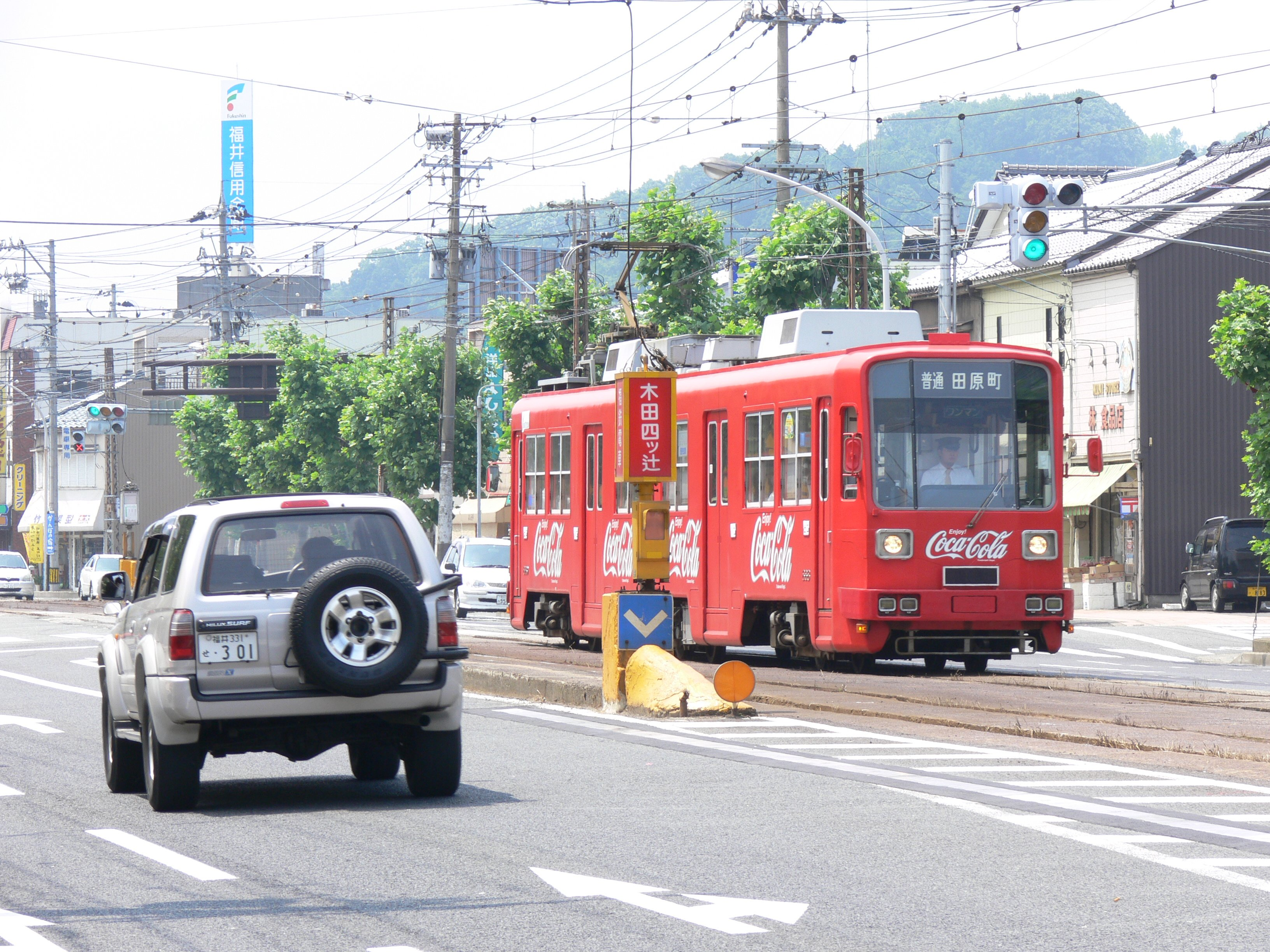
福井鐵道行駛於福井市區內的路面電車

1966年開始營運的福井機場位於市區北側約十公里的坂井市轄內，也是福井縣內唯一的機場，但該機場自1976年後已無定期客運航線，目前福井機場主要由福井縣警察航空隊以及私人用小型飛機使用；而現在距離福井市最近的民用機場是位於北側五十公里處，石川縣小松市內的小松飛行場。
福井市內共有北陸新幹線、Hapi-line Fukui線、越美北線、福武線、勝山永平寺線、三國蘆原線六條鐵路路線通過，分別由西日本旅客鐵道、Hapi-line Fukui、福井鐵道、越前鐵道四家業者所經營；隨北陸新幹線於2024年3月16日開始營運，作為中心車站的福井站不僅作為連繫北陸、關西及近畿地區的樞紐，更拉近了關東地區的距離，把原有的北陸本線的功能取代。至於其餘五條鐵路路線則分別可以自福井市的主要市區接往周邊的勝山市、大野市、鯖江市、越前市、永平寺町、坂井市、蘆原市。
高速公路北陸自動車道以南北向自主要市區東側通過，設有福井交流道和福井北系統交流道，其中在福井北系統交流道往東可接入中部縱貫自動車道，目前雖然僅能通至大野市，預定在2023年後將可經岐阜縣通至長野縣松本市．並可轉入東海北陸自動車道和長野自動車道。
在市區內則有國道8號、國道158號、國道305號、國道416號可自市中心通往市內各地。市內的客運路線主要由屬於京福集團旗下的京福巴士、京福機場巴士、福井交通所經營。

### 鐵路
- 西日本旅客鐵道
  - 北陸新幹線：（←坂井市） - 福井車站 - （鯖江市→）
  - 越美北線：越前花堂站 - 六條車站 - 足羽車站 - 越前東鄉車站 - 一乘谷車站 - 越前高田車站 - 市波車站 - 小和清水車站 - 美山車站 - 越前藥師車站 - 越前大宮車站 - 計石車站 - （大野市）
- Hapi-line Fukui
  - Hapi-line Fukui線：（←鯖江市） - 大土呂站 - 越前花堂站 - 福井站 - 森田站 - （坂井市→）
- 福井鐵道
  - 福武線：（←鯖江市） - 三十八社車站 - 泰澄之里車站 - 淺水車站 - 福井縣立音樂堂車站 - 清明車站 - 江端車站 - Bell前車站 - 花堂車站 - 紅十字前車站 - 商工會議所前車站 - 足羽山公園口車站 - 福井城址大名町車站 - 仁愛女子高校車站 - 田原町車站
    - 支線：福井城址大名町車站 - 福井車站
- 越前鐵道
  - 勝山永平寺線：福井車站 - 新福井車站 - 福井口車站 - 越前開發車站 - 越前新保車站 - 追分口車站 - 東藤島車站 - 越前島橋車站 - （永平寺町→）
  - 三國蘆原線：福井口車站 - 松本町屋車站 - 西別院車站 - 田原町車站 - 福大前西福井車站 - 日華化學前車站 - 八島車站 - 新田塚車站 - 中角車站 - 仁愛運動場前車站（臨時車站） - 鷲塚針原車站 - （坂井市→）

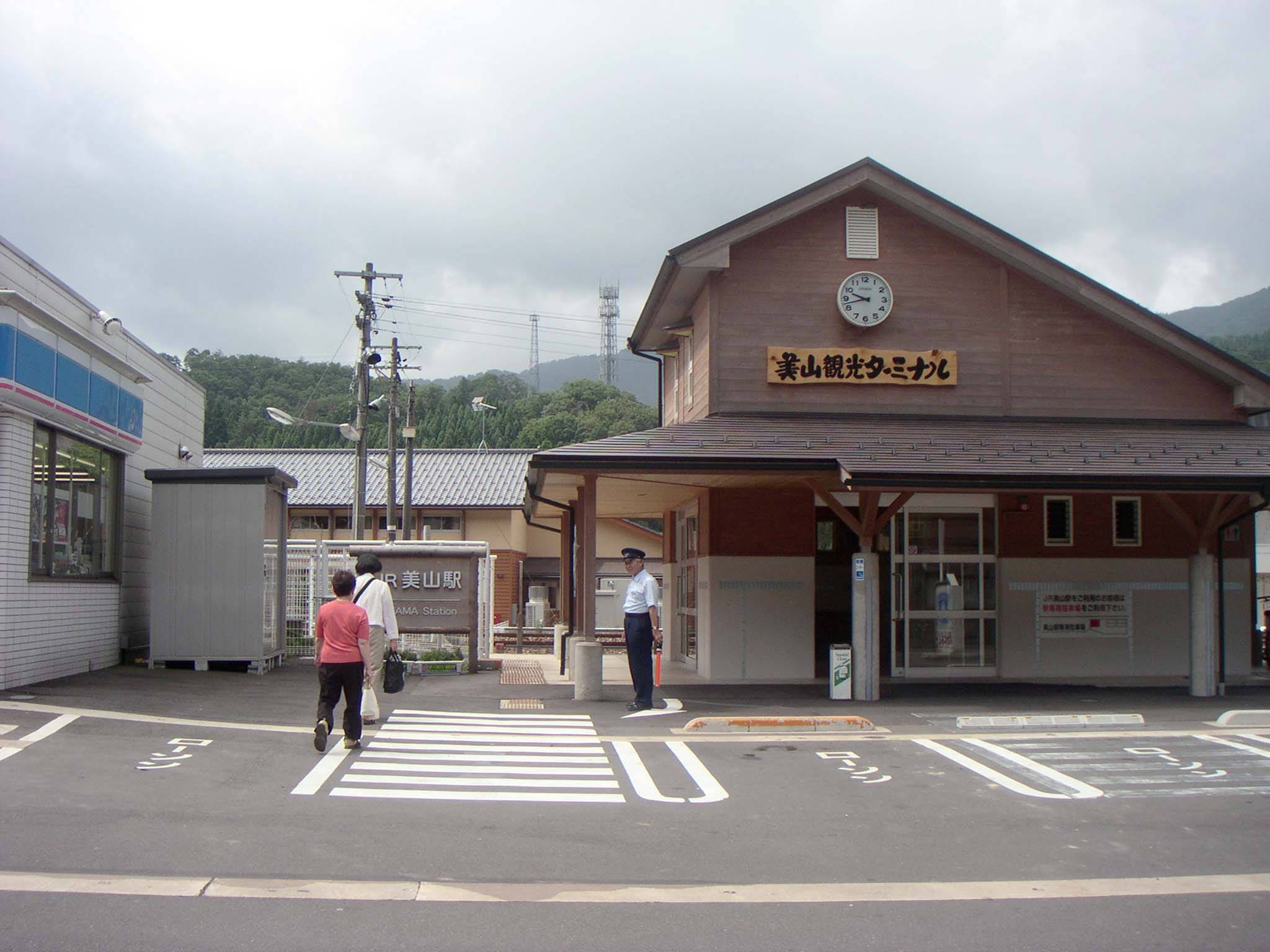
美山車站
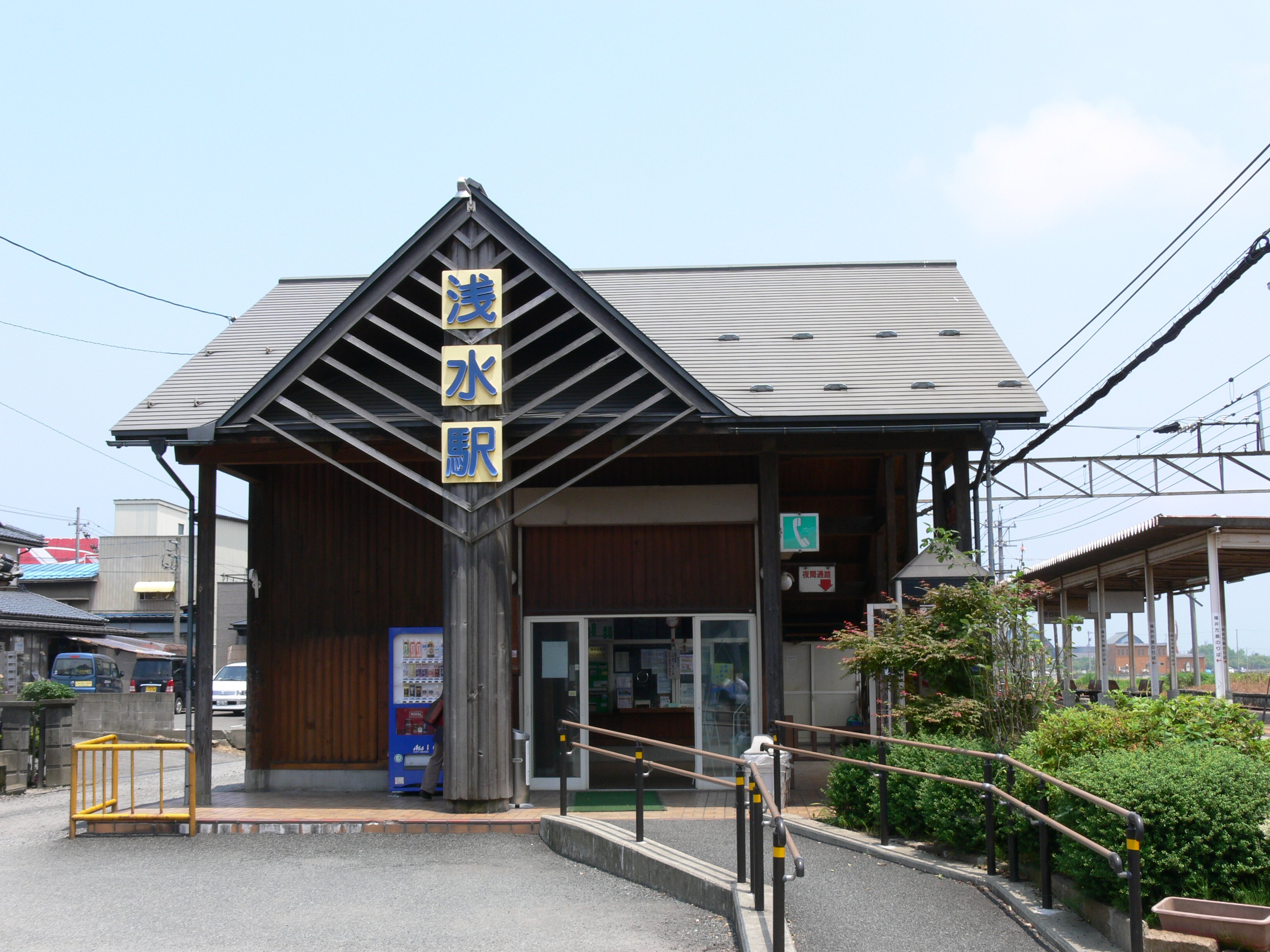
淺水車站
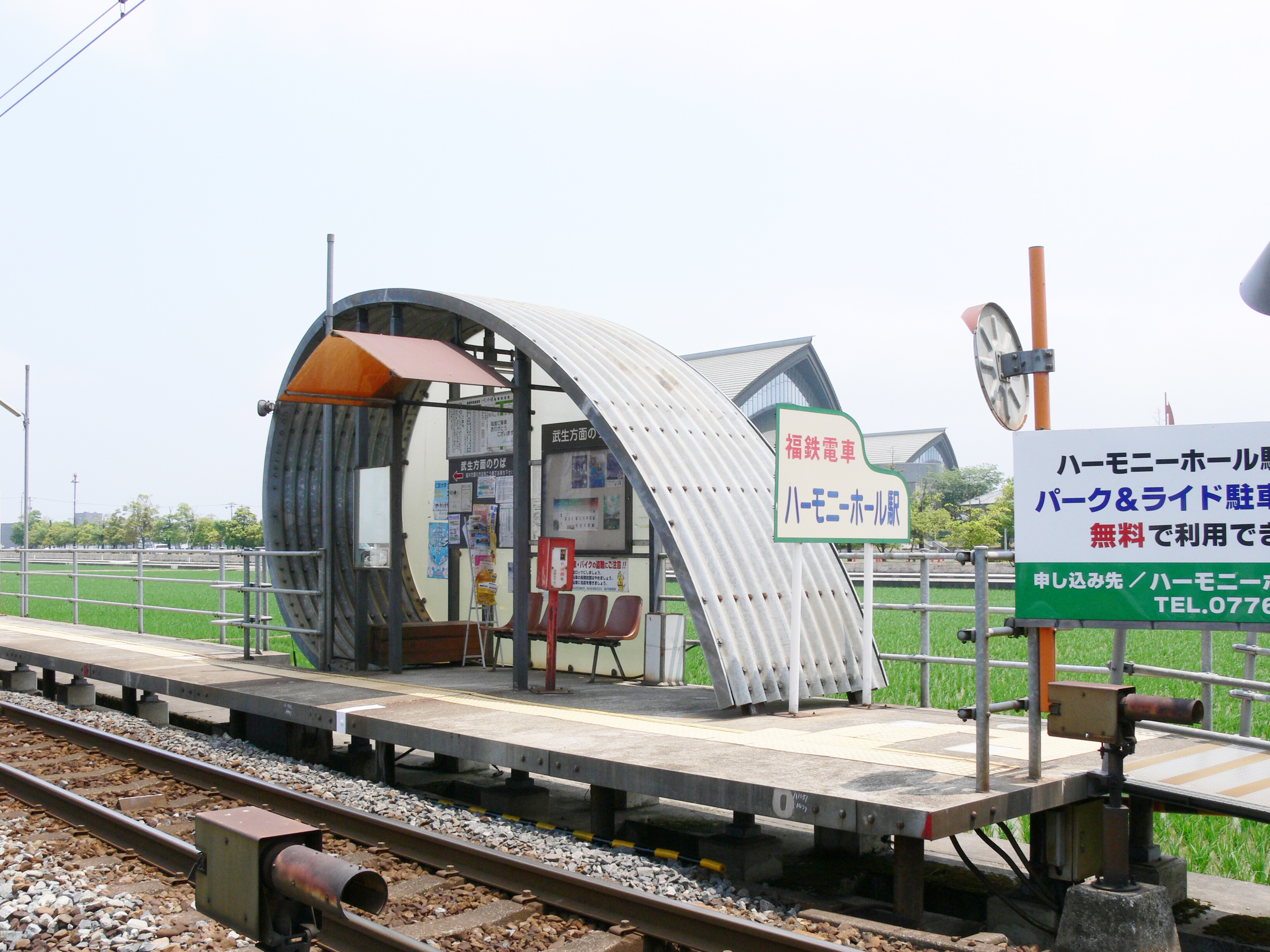
福井縣立音樂堂車站
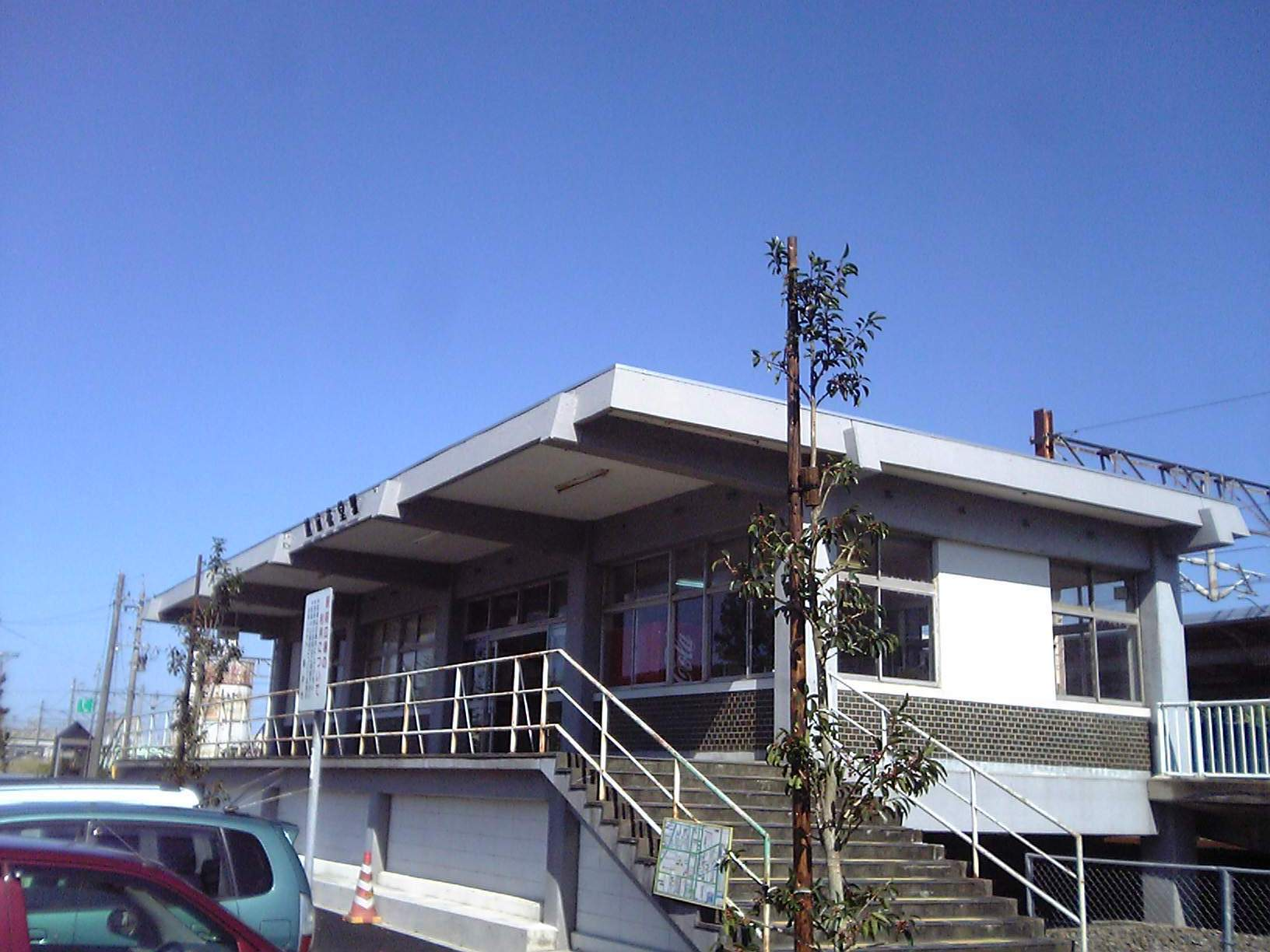
花堂車站
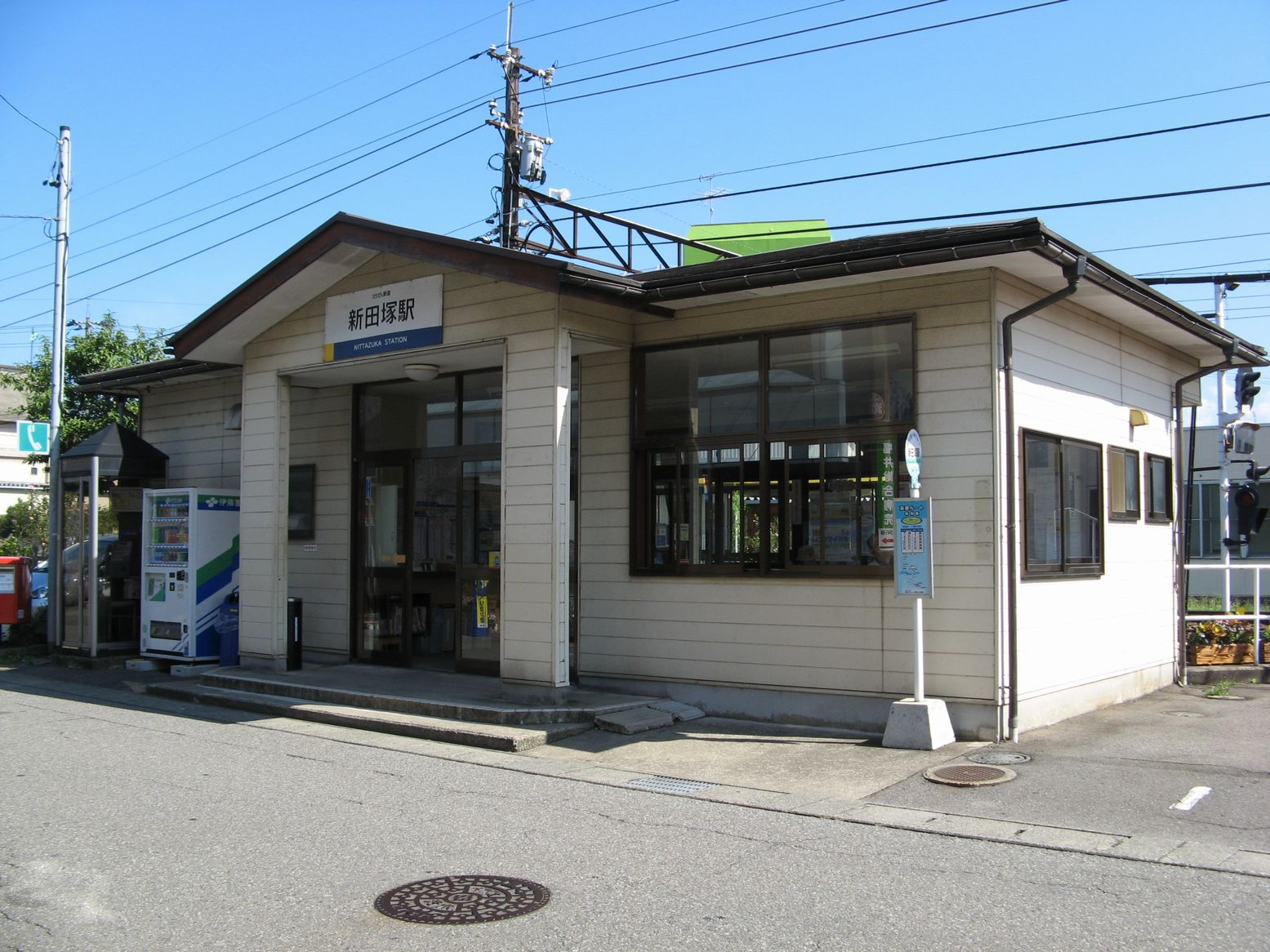
新田塚車站
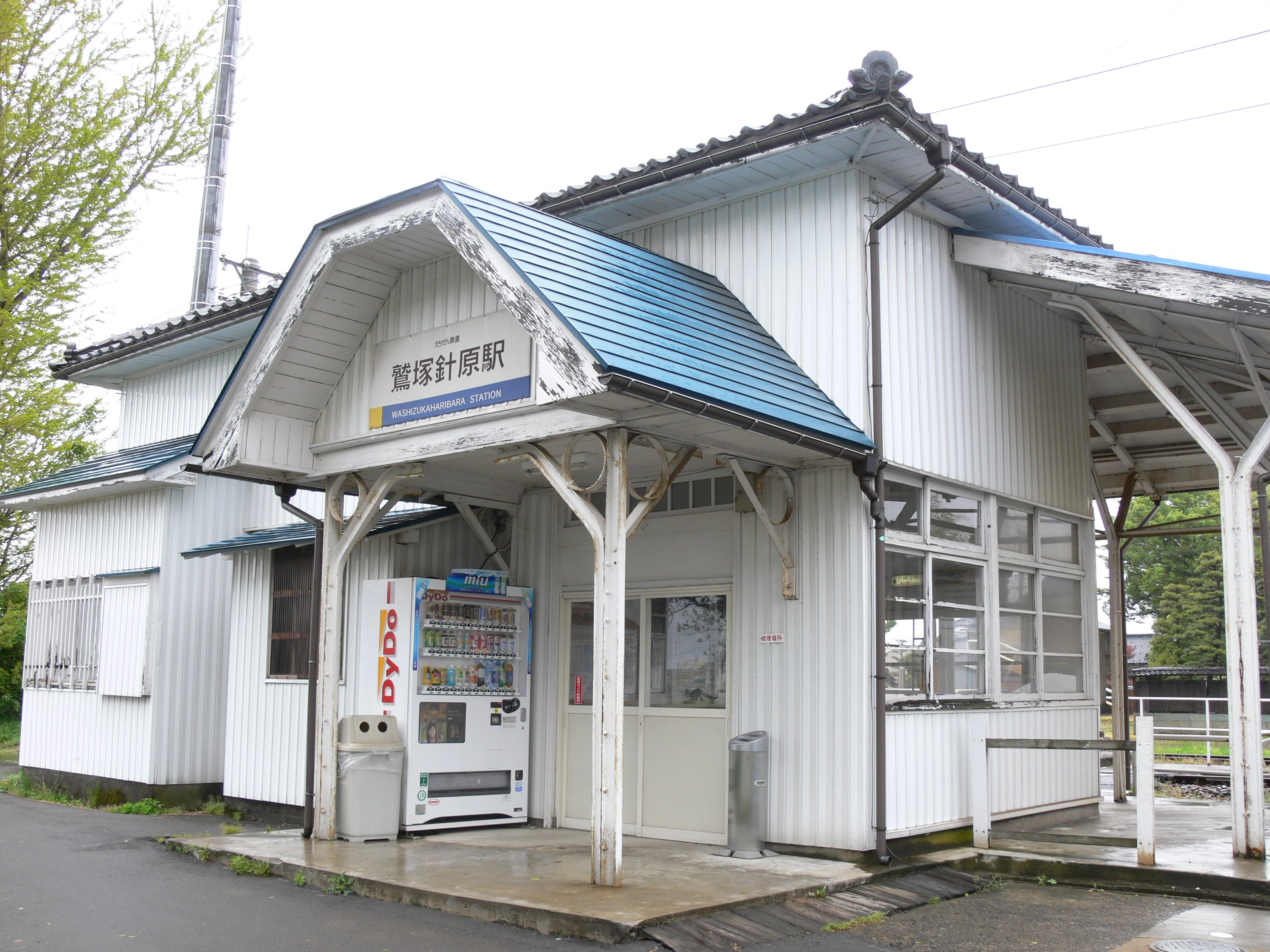
鷲塚針原車站

### 公路
高速公路
- 北陸自動車道：（鯖江市） - 福井交流道（日语：福井インターチェンジ） - 福井北系統交流道（日语：福井北ジャンクション・インターチェンジ） - （坂井市）
- 中部縱貫自動車道：（永平寺町） - 福井北交流道 - 福井北系統交流道

## 觀光資源

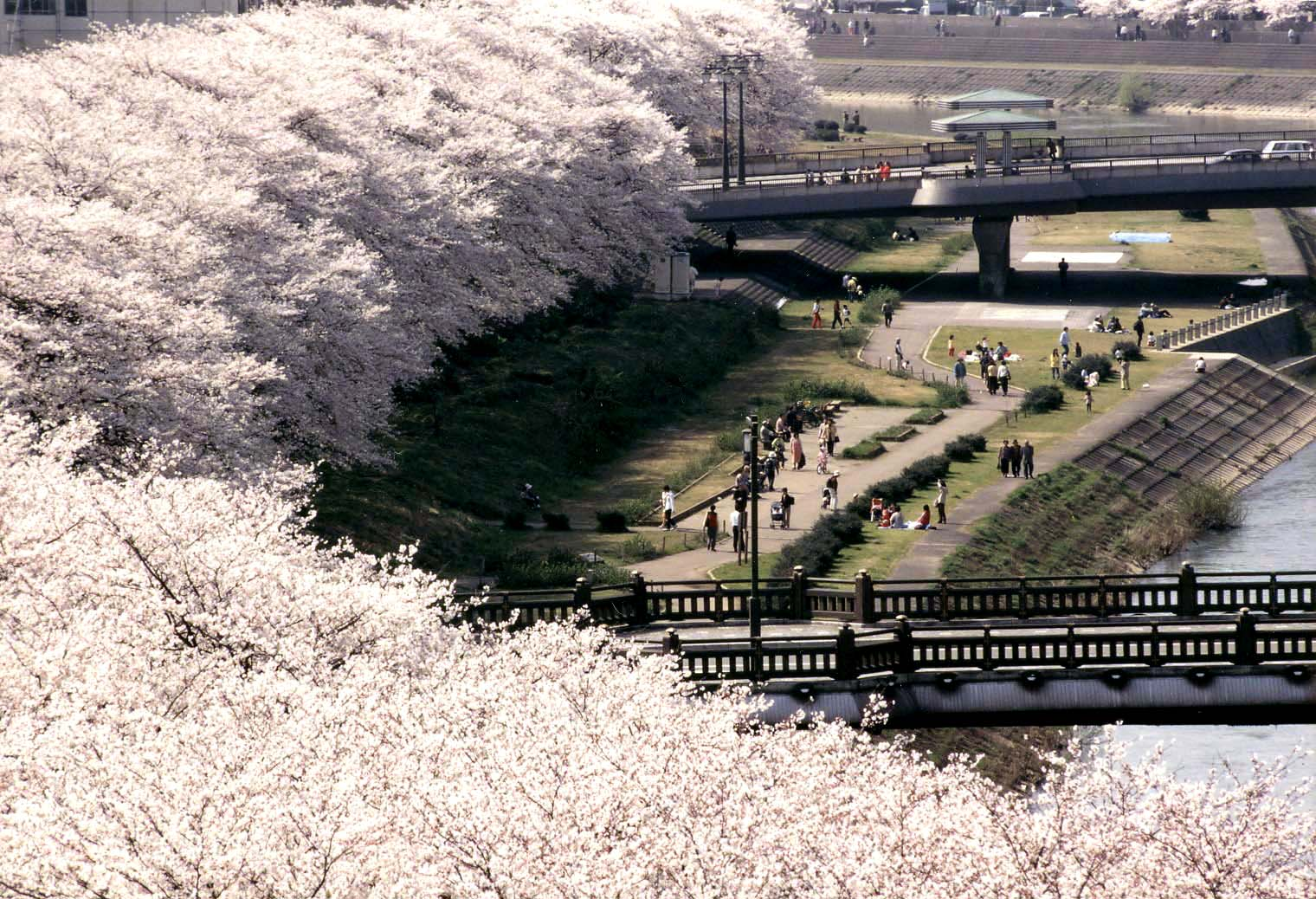
櫻橋（前）與九十九橋附近的足羽川櫻花堤

自20世紀初開始，在足羽川流經主要市區內約2.2公里的河段兩岸共陸續種植了約600棵的櫻花樹，此區域以足羽川櫻並木之名與同樣位於市區旁足羽山的足羽山公園一同被列入日本櫻名所100選；在足羽山的區域內，還有包括福井市愛宕坂茶道美術館、福井市橘曙覧紀念文學館、福井市自然史博物館、福井市水道紀念館多座博物館。位於足羽山北側的足羽神社據說是在六世紀時間所建，主要祭祀率先開闢越前國的继体天皇。
位於市區東南側約十公里處的城戶之內町地區，15世紀至至16世紀期間朝倉氏曾在此建立一乘谷城作為統治越前國的主要據點，由於當時朝倉氏與京都之間的往來密切，該地區逐漸發展為大型的城下町，極盛時期人口曾超過一萬人，因也因此被稱為北陸小京都；但該城下町最後在1573年朝倉氏被織田信長消滅的同時遭到燒毀，使得整座城鎮自歷史上消失。直到1967年開始在此地進行大規模的考古挖掘，逐漸找出過去的武家屋敷、寺院、町屋、職人屋敷、道路等城鎮的遺跡。現在此地約278公頃的區域已經被劃為一乘谷朝倉氏遺跡，並列為國家特別史蹟，其中諏訪館遺跡庭園、湯殿遺跡庭園、館遺跡庭園、南陽寺遺跡庭園也以「一乘谷朝倉氏庭園」的名稱被列為國家特別名勝。
越前市西部鄰日本海的海岸被稱為越前海岸，該海岸線已於1968年被劃入越前加賀海岸國定公園，由於越前海岸也是日本水仙花的主要棲息地，因此在沿海的居倉町地區設有以水仙花為主題的越前水仙之里公園，在園內全年都可見到盛開中的水仙花。

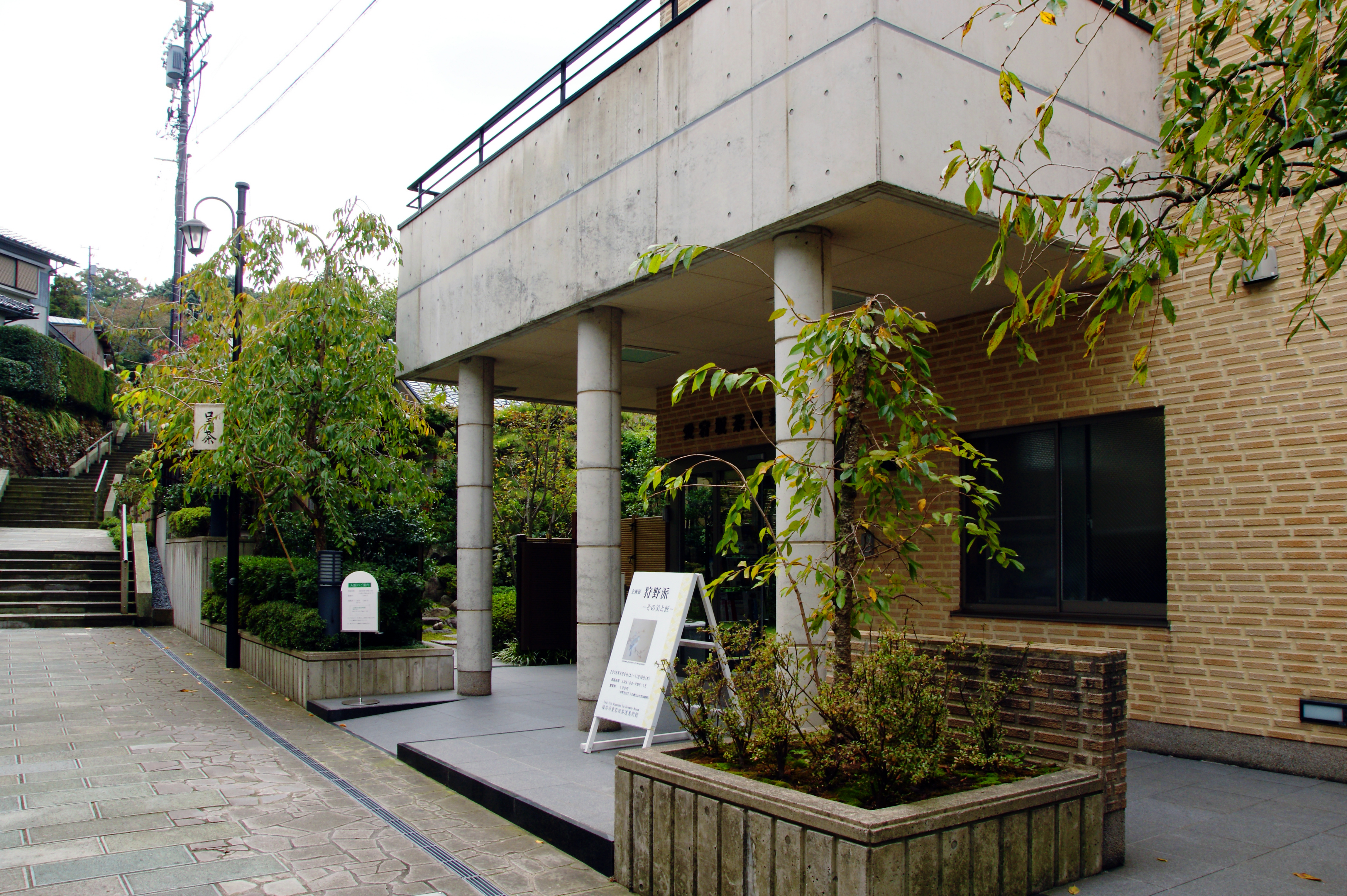
福井市愛宕坂茶道美術館
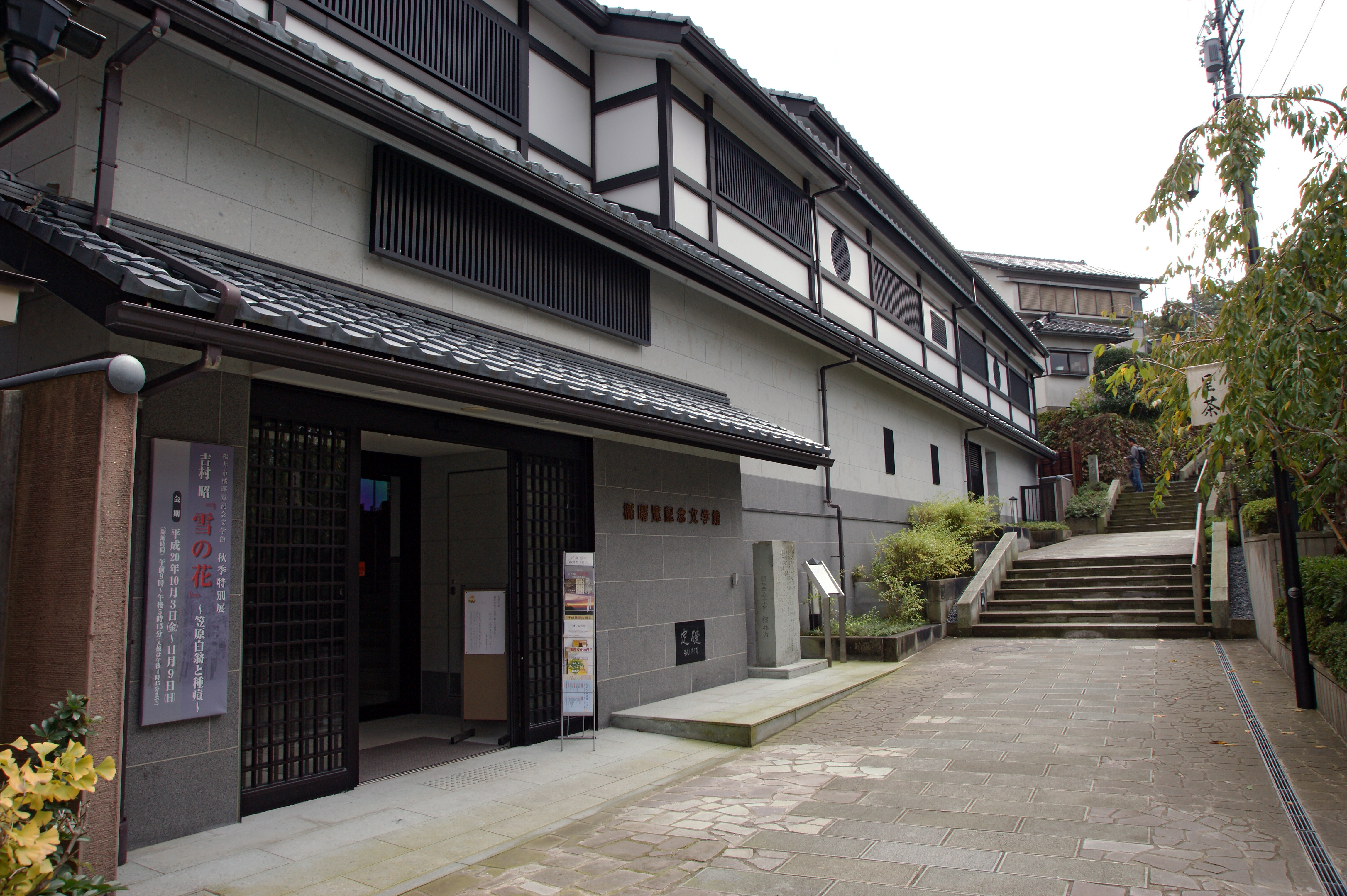
橘曙覧紀念文學館
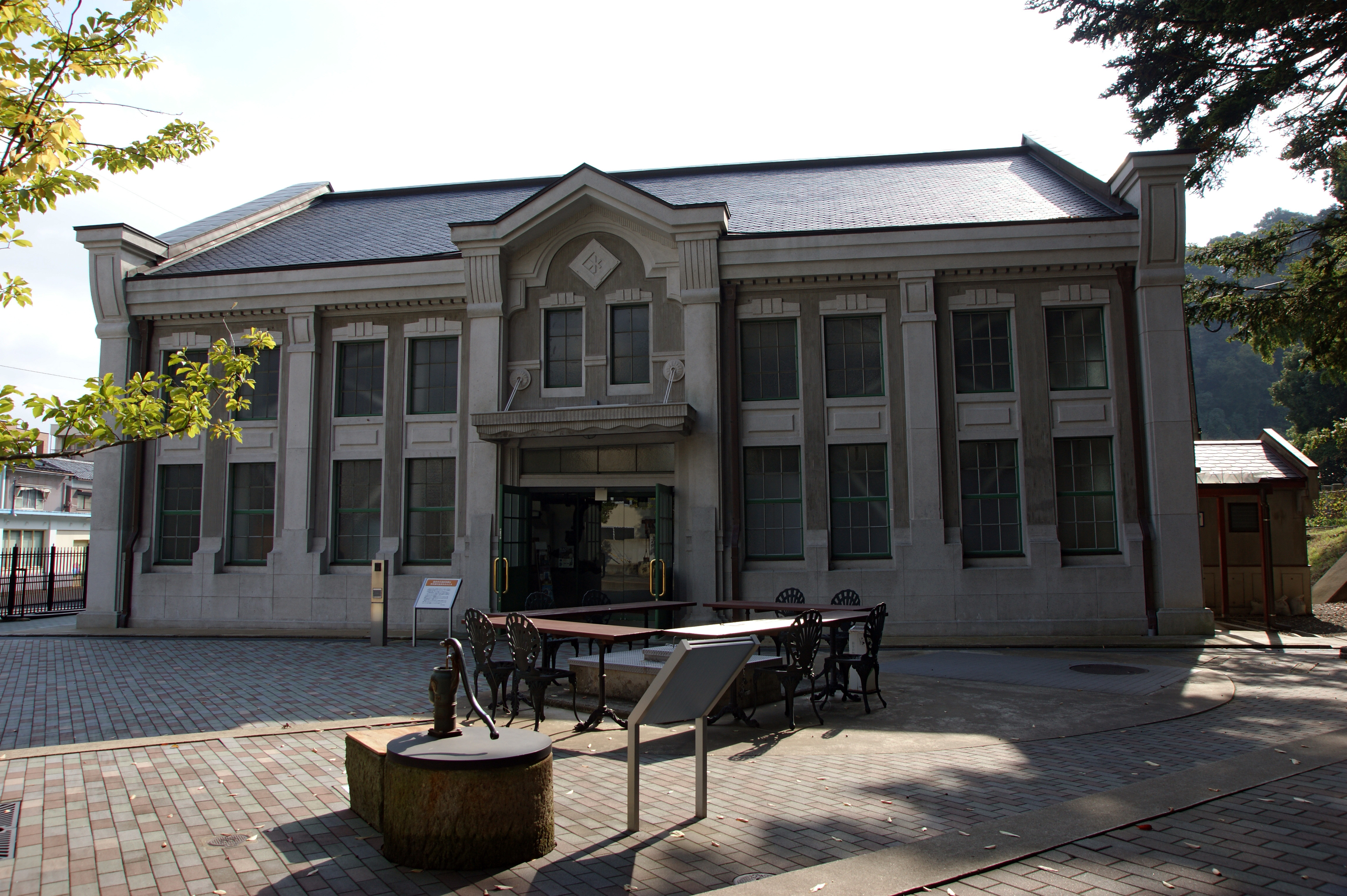
福井市水道紀念館
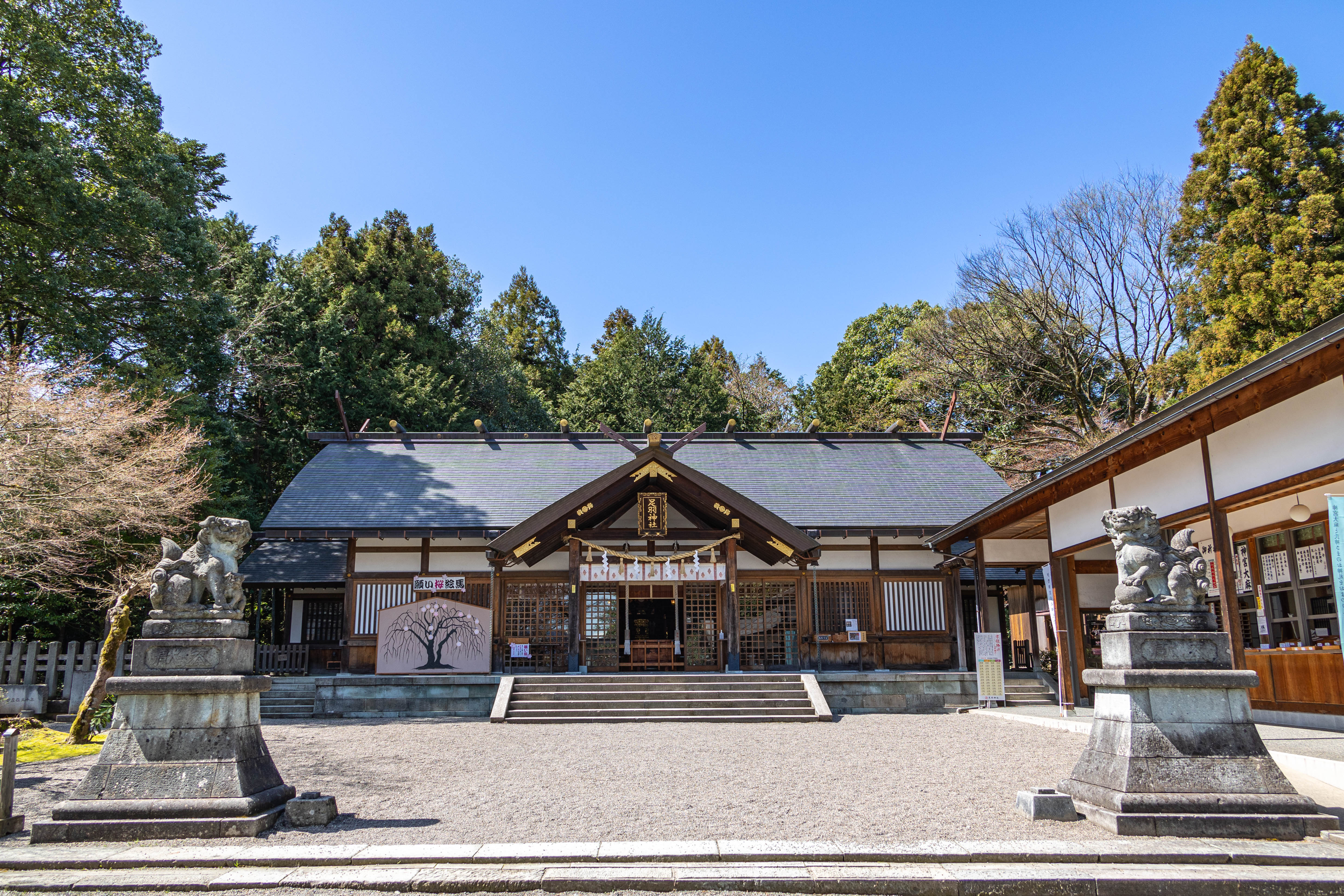
足羽神社
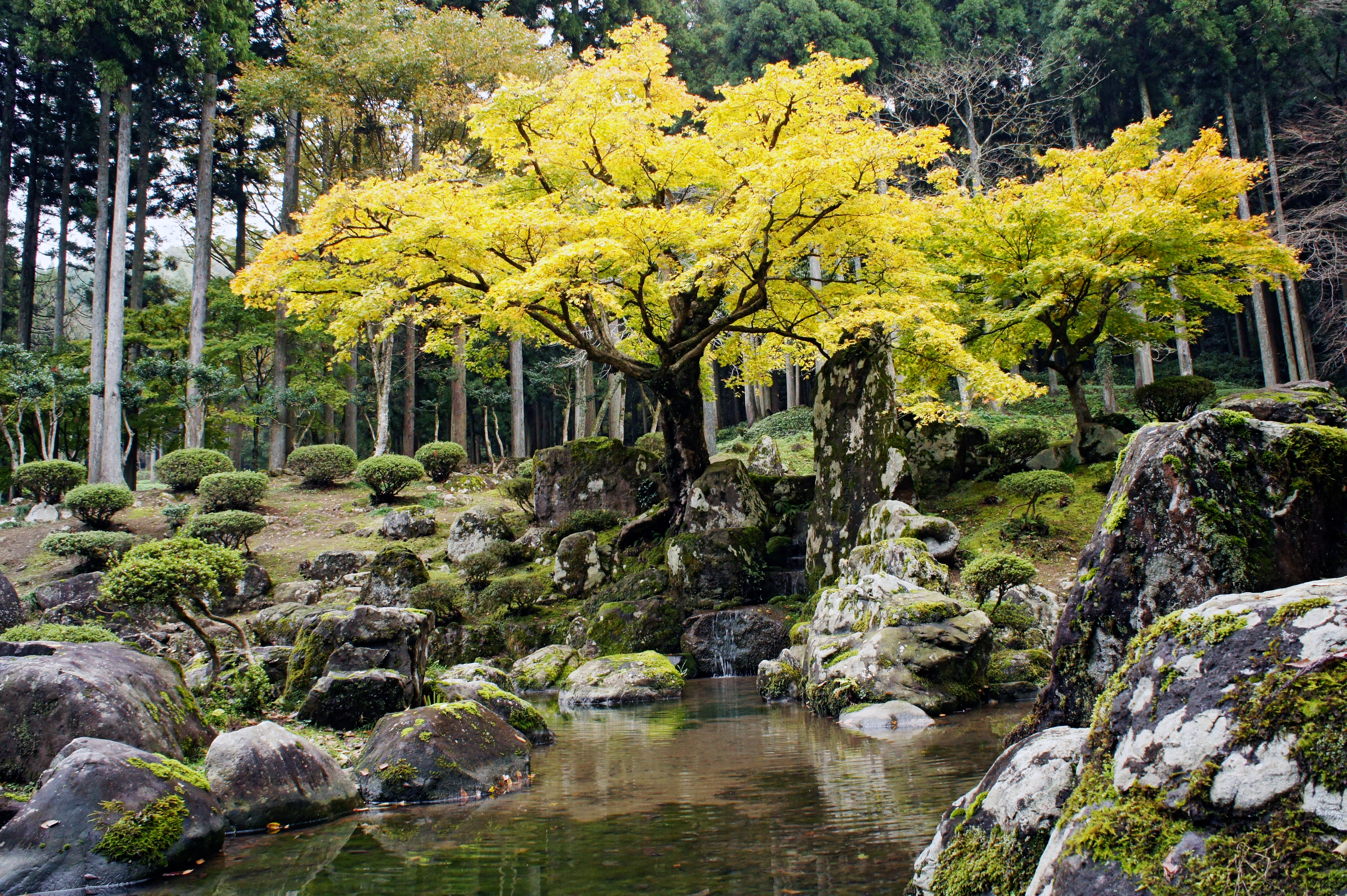
一乘谷朝倉氏庭園－諏訪館跡庭園
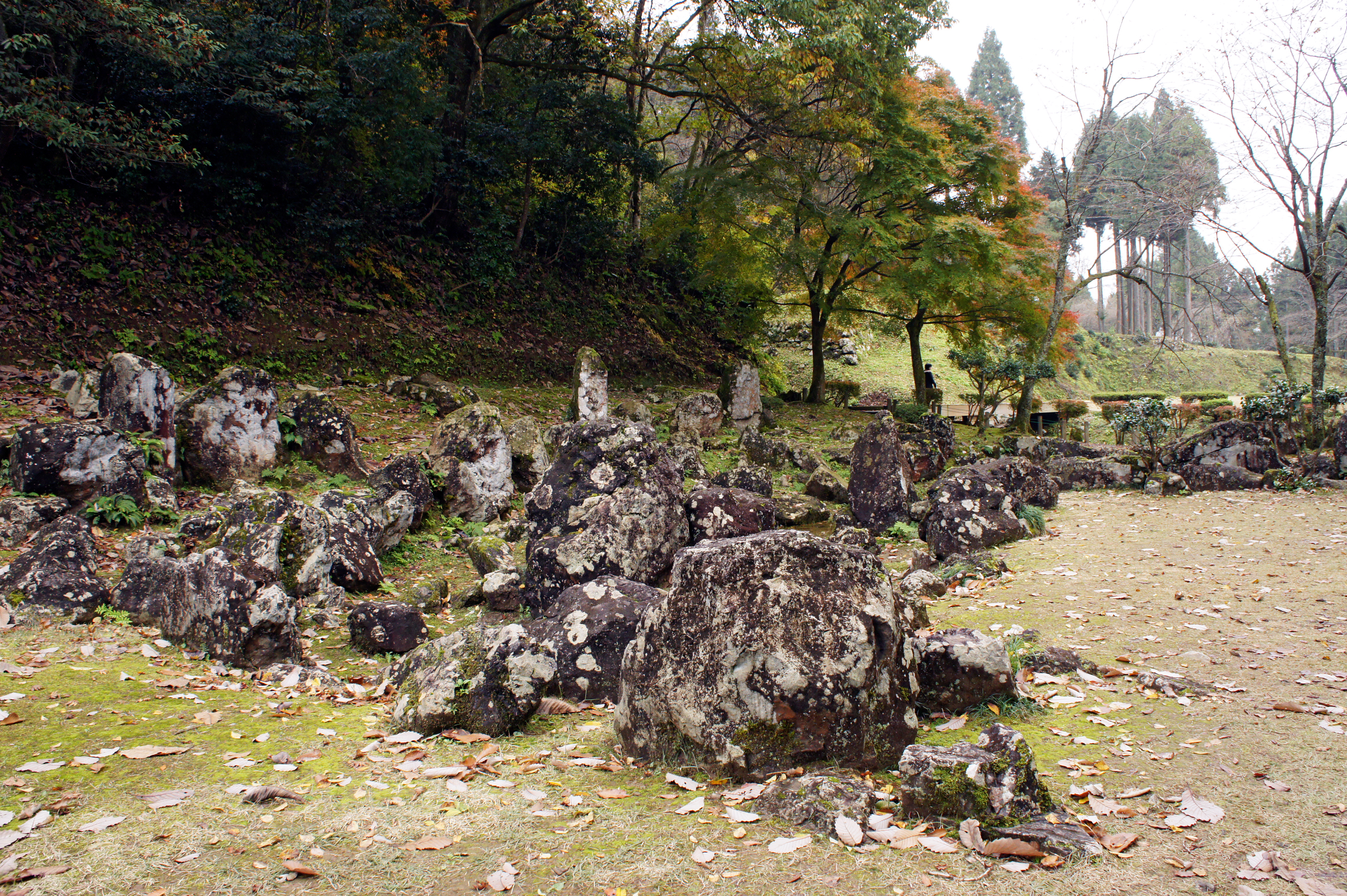
一乘谷朝倉氏庭園－湯殿跡庭園
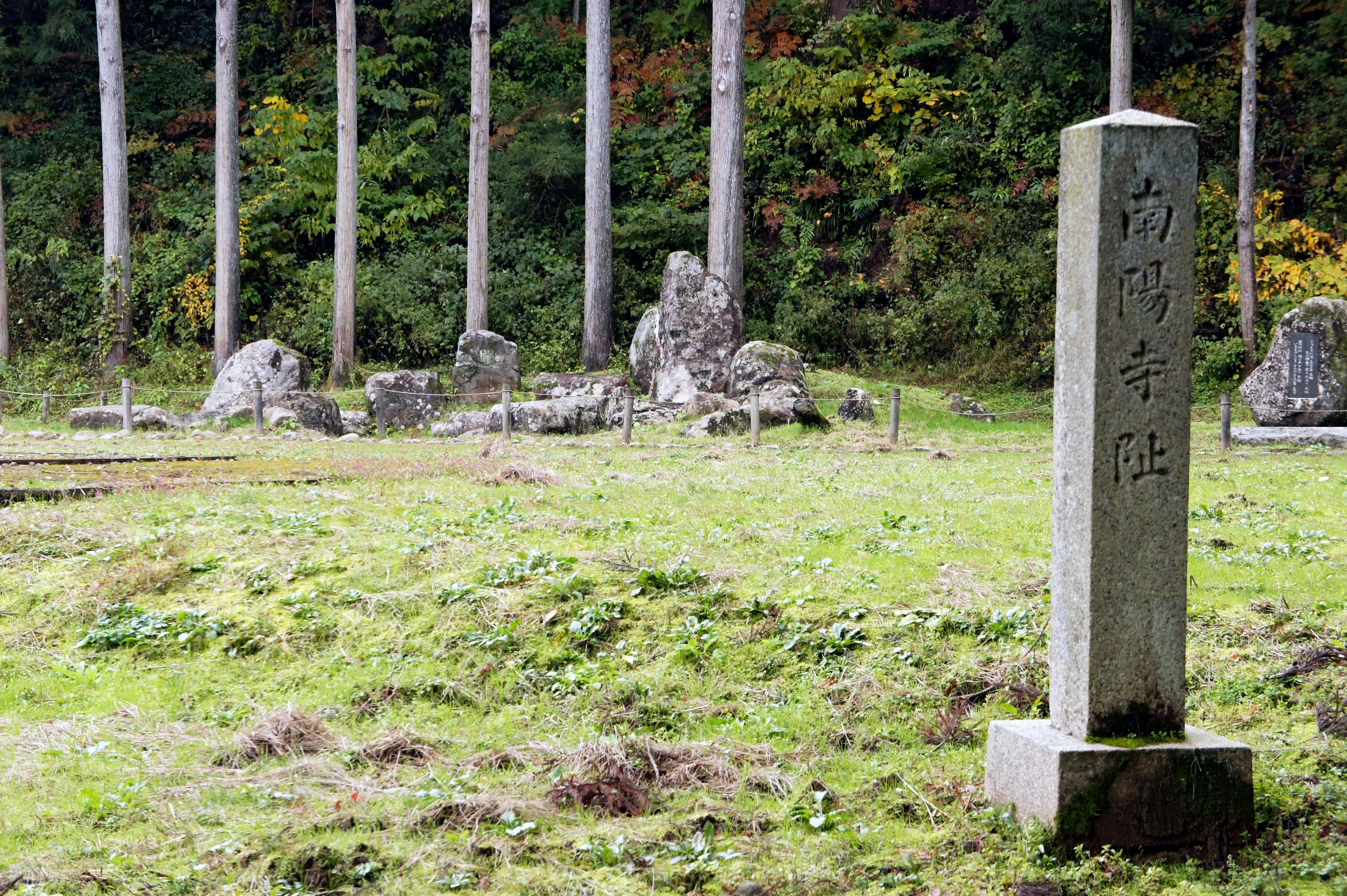
一乘谷朝倉氏庭園－南陽寺跡庭園
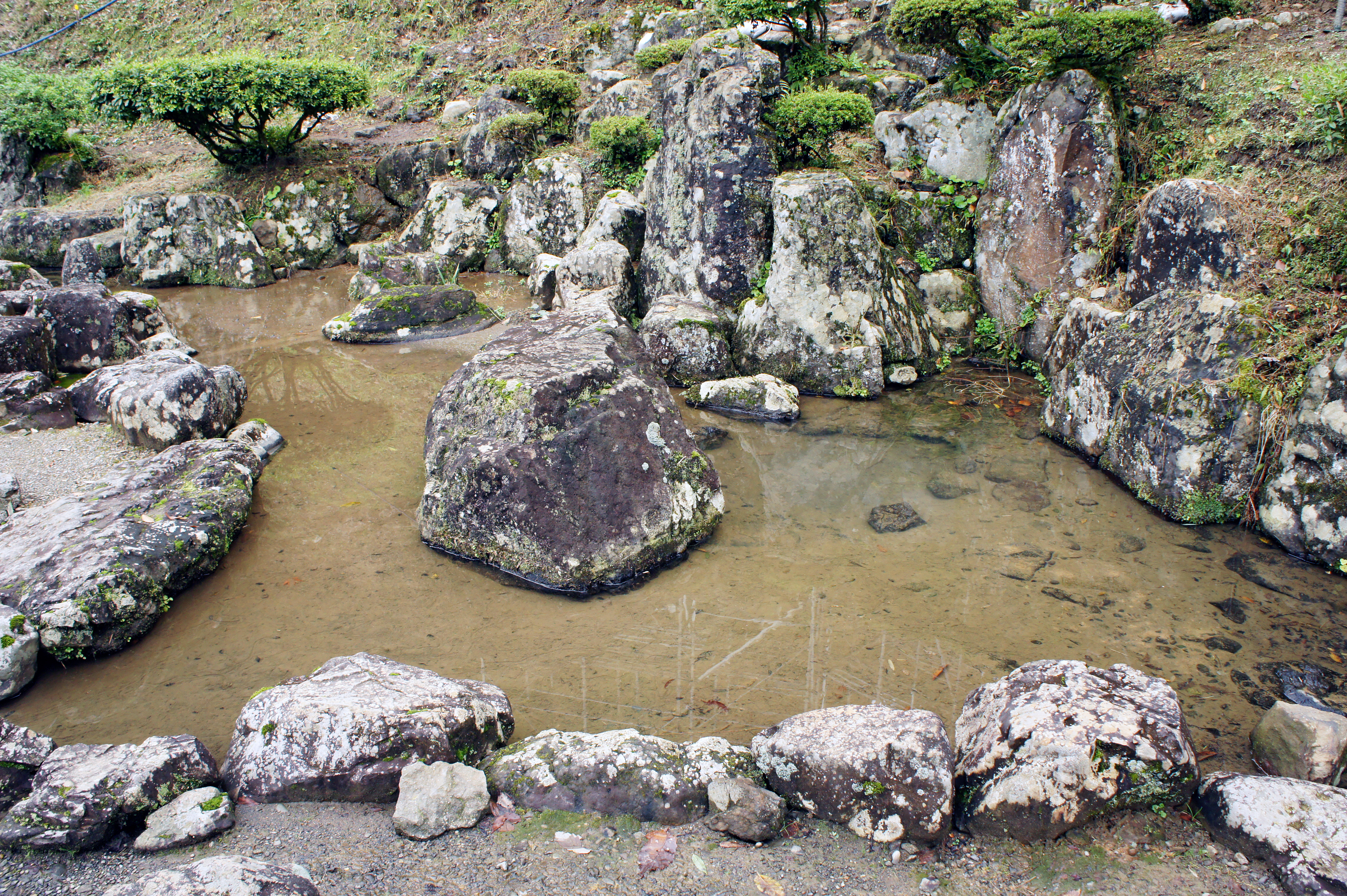
一乘谷朝倉氏庭園－朝倉氏庭園

## 教育

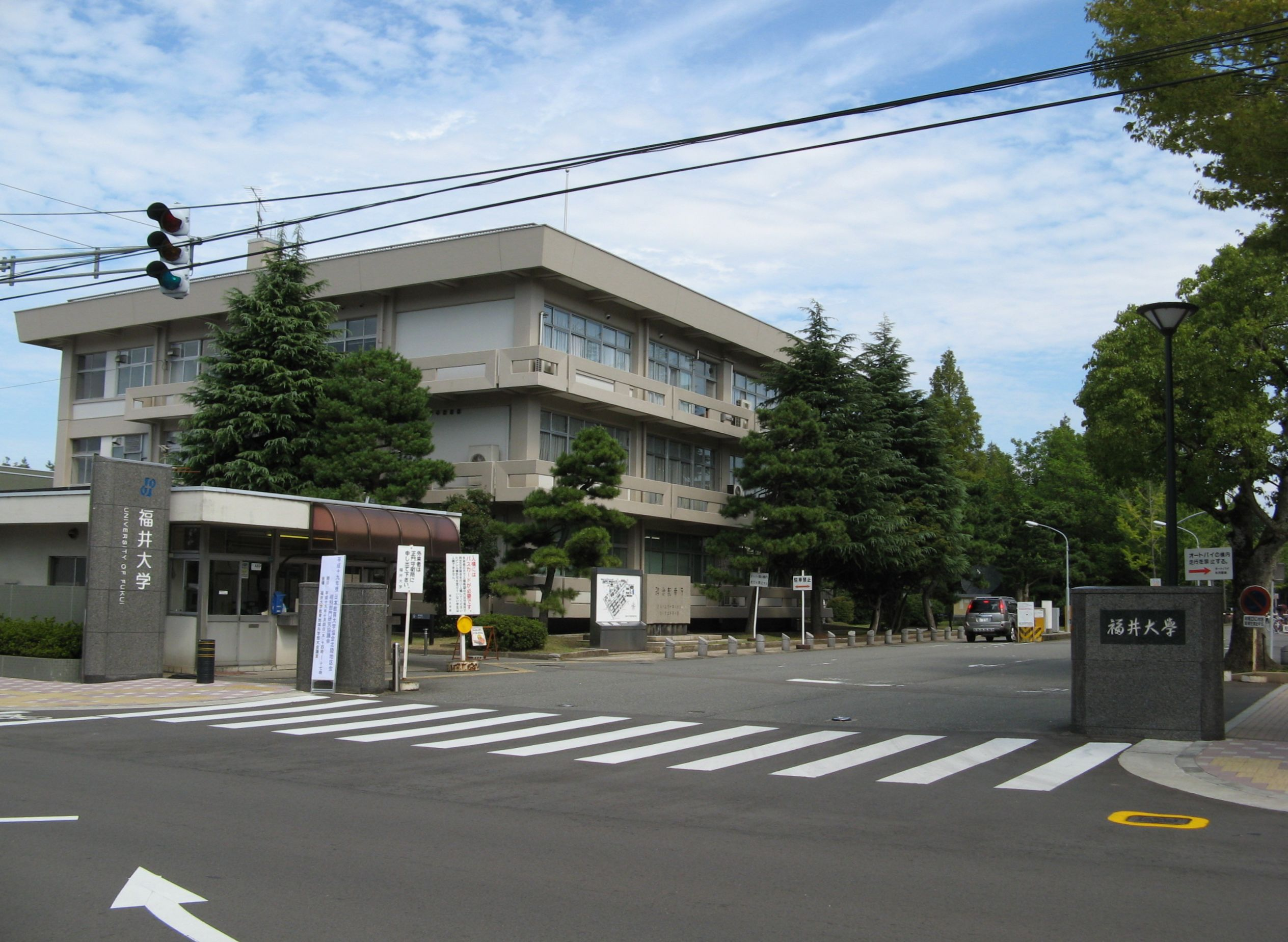
福井大學校門

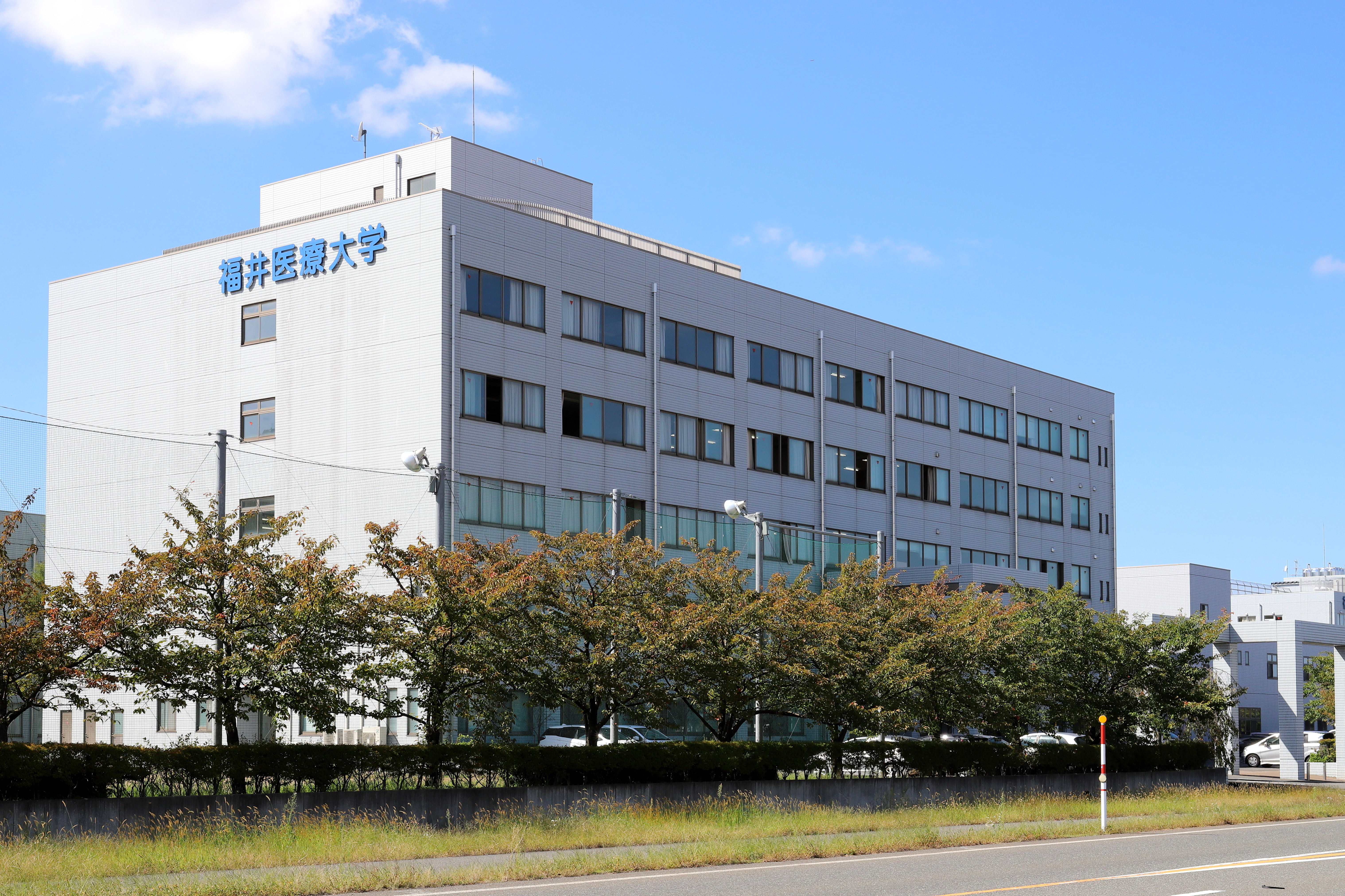
福井醫療大學

福井市內的高等教育學校包括國立的福井大學以及私立的福井工業大學和福井醫療大學，其中福井大學的前身可以追溯至1873年設立的「敦賀縣第二十六・七・八・九番中學區聯區中學師範學科」，1949年以福井師範學校、福井青年師範學校、福井工業專門學校為主體，合併成為福井大學，2003年福井醫科大學再被併入福井大學，成為現在福井大學的醫學部。此外，福井市內目前也還有一所短期大學－仁爱女子短期大学。過去市內也曾有一所朝鮮學校－北陸朝鮮初中級學校，但已在2016年關閉。

## 姊妹、友好城市

### 日本
- 熊本市（熊本縣）
兩地於1994年締結為姊妹都市。[24]
- 結城市（茨城縣）
兩地於2002年締結為友好都市。[24]

### 海外
- 新不伦瑞克（美國新泽西州密德薩克斯郡）
兩地於1982年締結為姊妹都市。[24]
- 富勒顿（美國加利福尼亚州橙縣）
兩地於1989年締結為姊妹都市。[24]
- 杭州市（中國浙江省）
兩地於1989年締結為友好都市。[24]
- 水原市（韓國京畿道）
兩地於2001年締結為友好都市。[24]

## 本地出身之名人
- 松旭齋天一（明治時代著名奇術師）
- 南部陽一郎（諾貝爾物理學獎得主）
- 吉川壽一（書法家）
- 小木茂光（演員）
- 森川陽一郎（電影導演）
- 奧梅尾（政治家）
- 岡田啟介（海軍軍人，內閣總理大臣）
- 高橋愛（歌手）
- 須賀原洋行（漫畫家）
- 白川靜（古代漢字学学者）

## 備註
1. ↑  於1871年第一次設立的福井縣，與現在的福井縣沒有直接關係。
2. ↑  於1881年第二次設立的福井縣，與1871年設立的福井縣沒有直接關係。

## 外部連結
- （日語） 福井市政府
- （日語） 福井市政府的Facebook專頁
- （日語） 福井市廣報課的X（前Twitter）
- （日語） YouTube上的福井市廣報課福頻道頻道
- （简体中文） 福井市的新浪微博
- （简体中文） 福井县观光联盟